# Medici

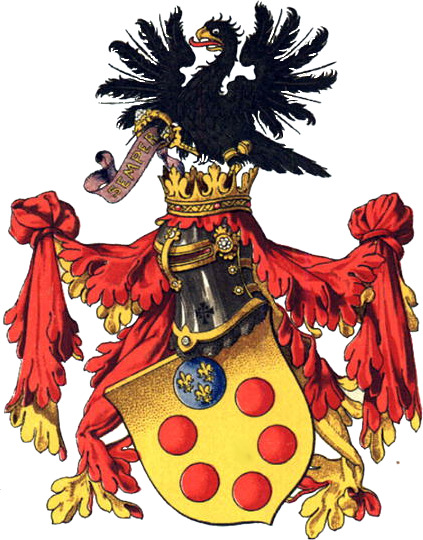
Stemma di Casa de' Medici

La casata dei Medici è stata un'antica e potente famiglia nobile italiana di origine toscana, che divenne una delle dinastie protagoniste e di centrale importanza nella storia d'Italia e d'Europa a partire dal XV secolo e fino al XVIII secolo. Il potere mediceo durò quasi ininterrotto, tranne qualche periodo di breve durata, dal 1434, con la signoria cittadina di Cosimo il Vecchio, fino al 1737, con la morte senza eredi del granduca Gian Gastone de' Medici, ultimo della sua dinastia.
Di origine umile e provenienti dalla regione geografica del Mugello, i Medici sono attestati almeno dal XII secolo; le attività delle loro prime generazioni riguardarono la mercatura, la tessitura, l'agricoltura e solo sporadicamente l'attività bancaria. I Medici tuttavia iniziarono la loro ascesa al potere proprio grazie ad un banchiere, Giovanni di Bicci, che fece grande fortuna con il banco da lui fondato, il Banco dei Medici. In tal modo la famiglia acquistò nel tempo ricchezza e lustro, divenendo finanziatrice delle realtà più influenti nel panorama politico europeo, tanto da diventare i banchieri del Papa e a finanziare imprese quali la conquista del Ducato di Milano da parte di Francesco Sforza e la vittoria di Edoardo IV d'Inghilterra nella Guerra delle due rose.
Con il figlio di Giovanni, Cosimo detto "il vecchio", la famiglia ottenne de facto il pieno controllo della Repubblica di Firenze, che si trasformò poi in dignità nobiliare controllando il Ducato di Firenze prima e il Granducato di Toscana poi (saranno loro a volere il titolo di granduchi, per la loro potenza sia economica che politica).
La sorella di Gian Gastone, Anna Maria Luisa de' Medici, ultimo effettivo membro legittimo del ramo granducale, stipulò il celebre "Patto di famiglia" con gli Asburgo-Lorena, in cui lasciava per testamento l'immenso patrimonio artistico e culturale alla città di Firenze. L'accordo prevedeva che i nuovi successori non potessero spostare « [...] o levare fuori della Capitale e dello Stato del Granducato, Gallerie, Quadri, Statue, Biblioteche, Gioje ed altre cose preziose, della successione del Serenissimo GranDuca, affinché esse rimanessero per ornamento dello Stato, per utilità del Pubblico e per attirare la curiosità dei Forestieri», come scrisse lei stessa.
Sopravvivono due rami cadetti della famiglia: quello dei Medici di Ottajano, principi di Ottajano e duchi di Sarno, trapiantati nel Regno di Napoli sin dal XVI secolo; e quello dei Medici Tornaquinci, già marchesi di Castellina, rimasti nell'originaria Toscana.

## Storia

### Origini
La famiglia proveniva dal contado del Mugello e trae origine da Medico, castellano di Potrone, nato intorno al 1046. Alcuni esponenti della famiglia, tutti discendenti di Medico di Potrone, tra il Duecento e il Trecento si guadagnarono una considerevole ricchezza con le manifatture laniere che in quel tempo videro un periodo di crescita della domanda, in Italia e all'estero, soprattutto in Francia e Spagna. Agli inizi del Trecento i Medici avevano già avuto due Gonfalonieri di Giustizia, la massima carica della Repubblica fiorentina, e per tutta la prima metà del secolo fecero parte dell'oligarchia che dominava la città.
Solitamente le fonti e la tradizione letteraria ricordano che i Medici erano originari del Mugello, la zona a nord-est di Firenze oggi comprendente i territori comunali di Barberino di Mugello, San Piero a Sieve, Scarperia, Borgo San Lorenzo e Vicchio. Tale informazione invero non ha fondamenti documentari certi, ma è la più probabile in quanto si basa sul fatto che dal XIV secolo i Medici risultano essere proprietari fondiari della zona. 
Era infatti naturale per i mercanti del Duecento, che alimentavano le loro fortune economiche in città, acquistare terre nella zona del contado da cui provenivano. A sostenere tale ipotesi, vi sono le leggende fiorite soprattutto in epoca granducale (XVI-XVII secolo), quando la fantasia e la penna degli eruditi di corte si esercitavano a dar lustro alle origini della stirpe allora regnante in Toscana. Secondo un manoscritto secentesco oggi nella Biblioteca Moreniana, in epoca altomedievale i Medici furono legati agli Ubaldini, allora feudatari molto potenti nel Mugello, e almeno dal 1030 possedevano i castelli di Castagnolo e di Potrone appunto, situati presso l'odierna Scarperia.
Il manoscritto della Biblioteca Moreniana n. 24, che tramanda una sorta di romanzo cortigiano intitolato "Origine e discendenza della casa dei Medici di Firenze" ed attribuito a Cosimo Baroncelli (1569-1626), cameriere di Don Giovanni de' Medici, presentando come capostipite un certo Averardo de' Medici (nome poi ricorrente nella famiglia fra Due e Trecento), che fu un comandante dell'esercito di Carlo Magno imperatore, nonché «rifondatore» di Firenze, riporta un racconto che intende nobilitare le origini della schiatta medicea e del suo stemma narrando come il valoroso Averardo, mentre era impegnato a liberare il territorio toscano dall'invasione dei Longobardi, ebbe a sconfiggere un gigante chiamato Mugello, che terrorizzava la zona omonima dell'Alta Val di Sieve'.
Durante lo scontro, il gigante Mugello avrebbe conficcato la propria mazza dentata (o forse le palle del flagello) nello scudo dorato di Averardo: i segni rimasti impressi sull'arma del cavaliere suggerirono l'emblema araldico delle palle o «bisanti» nel blasone mediceo.
Così, dopo la mitica impresa di Averardo, i lontani avi di Cosimo il Vecchio e Lorenzo il Magnifico si sarebbero trasferiti nella regione del Mugello. La notizia che i Medici si insediassero in Mugello in epoca tanto antica (l'ultimo quarto dell'VIII secolo) sembra, però, ridimensionata da un'altra testimonianza. Il "Libro di memorie di Filigno de' Medici" scritto nel 1374 ricorda infatti che i Medici compirono i primi consistenti acquisti di terre in Mugello fra il 1260 e il 1318, mentre possedevano immobili di una certa rilevanza a Firenze almeno già dal 1169.
Utilizzando gli scarsi dati disponibili, risulta in ogni caso difficile stabilire se i Medici, agli albori della loro storia, siano stati proprietari terrieri molto agiati che hanno cercato in città nuove occasioni di ascesa e sviluppo, oppure se invece siano stati cittadini abbienti che per estendere la loro influenza e il loro potere hanno realizzato alleanze propizie con famiglie nobili e investimenti nelle campagne.

### Primi componenti dei Medici
Le prime notizie certe sui Medici, sia pure scarne e frammentarie, si hanno comunque a partire dal XII secolo.

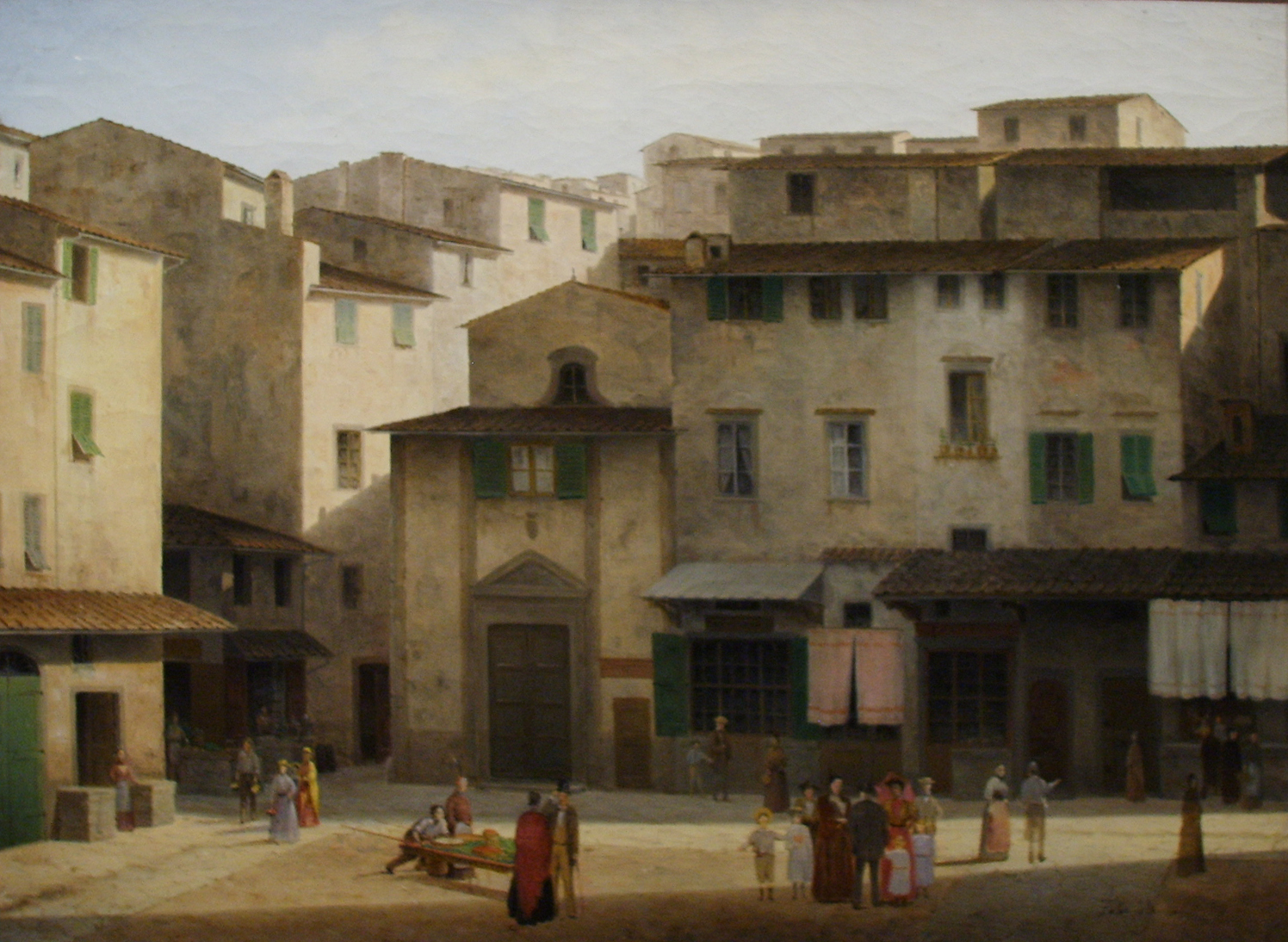
Chiesa di San Tommaso, olio di Fabio Borbottoni (1820-1902)

Dal Libro di memorie scritto nel Trecento da Filigno de' Medici, si ricava che già allora i suoi avi erano residenti a Firenze: nel 1169, con i Sizi e altri, fecero costruire la torre nel popolo di San Tommaso presso il Mercato Vecchio (nella zona oggi fra piazza della Repubblica e via de' Medici); inoltre, nel 1180 i Medici e i Sizi andarono davanti al vescovo Giulio per contendersi il patronato sulla medesima chiesa di San Tommaso (detta anche di San Famaso). 

Fra il XII e il XIII secolo visse Giambuono, considerato il capostipite della stirpe. Dal Duecento si hanno le prime notizie documentarie sui membri della famiglia, a cominciare da un atto del 1201, in cui viene citato Chiarissimo di Giambuono fra i delegati della Repubblica fiorentina firmatari di un patto con i senesi. 

Nella prima metà del XIII secolo, i Medici si dividono in tre linee di discendenza principali, facenti capo rispettivamente a Bonagiunta (ramo estinto nel 1363), Chiarissimo e Averardo.

#### Bonagiunta, figlio di Giambuono
È documentato nel 1216 come consigliere del Comune e nel 1221 come testimone di un atto. Figli di Bonagiunta furono Ugo e Galgano, creditori del conte palatino Guido Guerra. Alla metà del secolo Ugo sposò Dialta di Scolaio Della Tosa, famiglia nobile e prestigiosa, con la quale il ramo di Bonagiunta entrava così in consorteria.
Dal matrimonio nacquero Scolaio e Gano (o Galgano). Fra il 1267 e il 1268 Scolaio fu fra i “maggiorenti” del partito guelfo. Nel 1269 i due fratelli, ancora proprietari della torre di San Tommaso, furono risarciti dei danni inferti dai ghibellini sui loro beni immobili al Mercato Vecchio. Figlio di Gano fu Bonagiunta, citato nel 1278 con Averardo fra i consiglieri cittadini del nuovo governo guelfo. Negli atti di pace fra guelfi e ghibellini stipulati dal cardinale Latino Malabranca Orsini, vi sono fra i firmatari guelfi Scolaio e Bonagiunta.
Ardingo, figlio del guelfo Bonagiunta, sembra essere il primo ad assumere prestigiose cariche pubbliche: infatti, fu eletto priore delle Arti nel 1291, nel 1313 e nel 1316; fu inoltre tesoriere del Comune e Gonfaloniere di Giustizia nel 1296 e nel 1307 (il primo della famiglia); sposò infine la nobile Gemma de' Bardi. Suo fratello Guccio fu anch'egli gonfaloniere nel 1299. Fra il 1296 e il 1343 Ardingo e altri undici componenti della famiglia Medici assunsero il titolo di priore per ben 27 volte. Inoltre il figlio di Ardingo, Francesco, seguì le orme paterne e fu anch'egli un importante uomo politico: fu tra i XIV probiviri incaricati di ripristinare il governo repubblicano dopo la cacciata del Duca di Atene nel 1343 (per mano del quale un altro Medici, Giovanni di Bernardo, era stato decapitato lo stesso anno), mentre nel 1348, l'anno della Peste nera, fu gonfaloniere di Giustizia. 
In generale il ramo di Bonagiunta fra Due e Trecento risulta abbastanza impegnato in politica e onorato da prestigiose cariche pubbliche, grazie anche al legame di consorteria con i Della Tosa. Alcuni della famiglia svolsero un'attività bancaria, sia pure probabilmente modesta, alimentata fin dall'inizio dal prestito a interesse, ma ben presto dovettero far fronte a una forte crisi economica. Così nel 1348 i discendenti di Bonagiunta vendettero le case e il terreno acquistato pochi decenni prima sulla direttrice oggi su Via de' Martelli–via Cavour, dove poi sarebbe sorto il quattrocentesco Palazzo Medici.

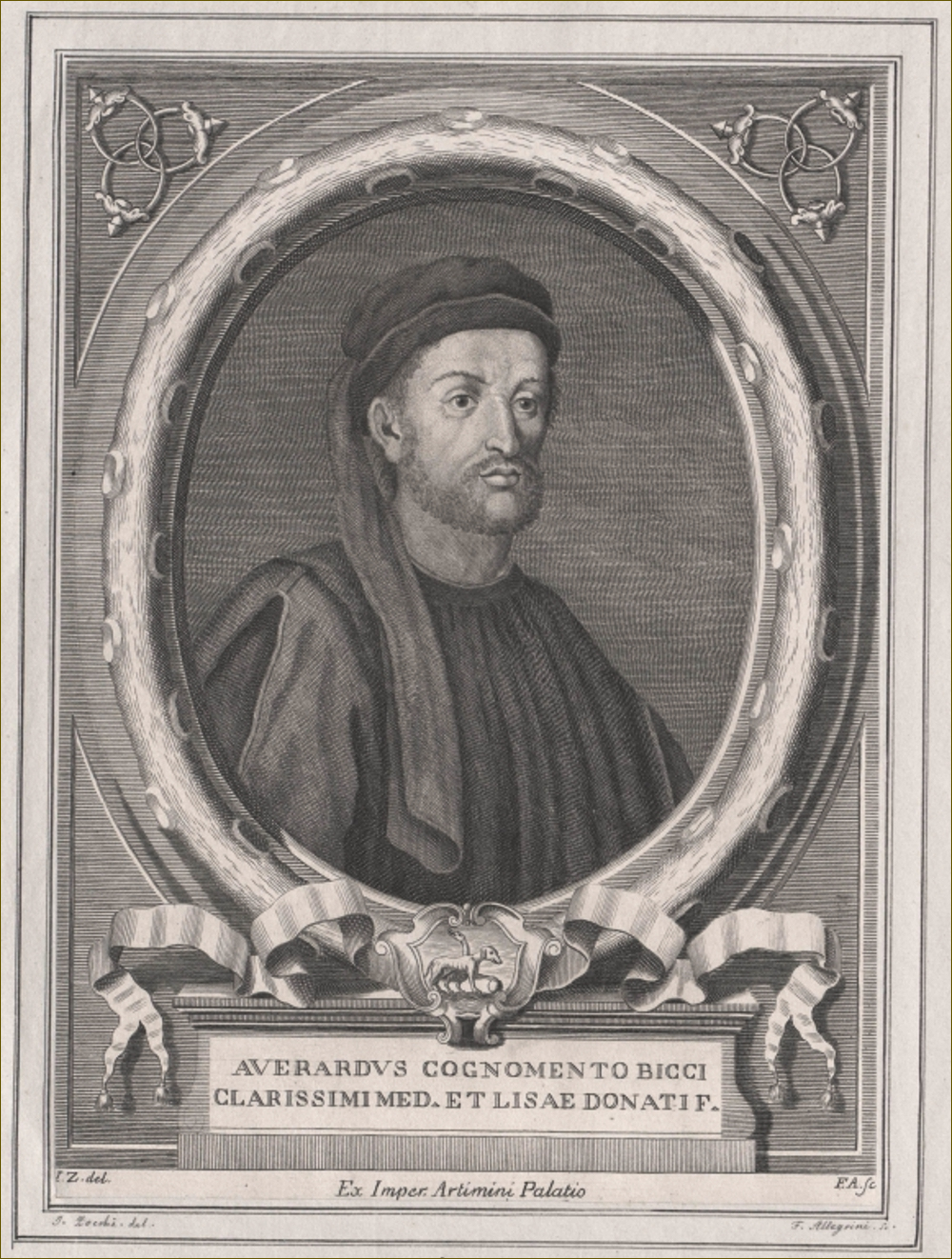
Averardo de' Medici detto Bicci

L'ultimo rappresentante della linea maschile discendente da Bonagiunta fu Fantino, socio di Giovanni di Bicci fra il 1422 e il 1426 e bisnipote di uno dei fratelli di Ardingo. Tale discendenza si estinse alla metà del Quattrocento.

#### Chiarissimo, figlio di Giambuono
Chiarissimo di Lippo di Giambuono risulta nel 1240 creditore nei confronti del monastero di Camaldoli e nel 1253 fu nominato cavaliere. Suo figlio Giambuono fu ufficiale dell'esercito riunito per affrontare i senesi nella rovinosa Battaglia di Montaperti. Fra gli eletti al Priorato delle Arti nel 1322 ci fu Bernardo di Giambuono, che ai primi del Trecento fra le schiere dei guelfi Neri fu responsabile di violenze efferate nei confronti dei Bianchi. 

Anche il figlio Giovanni di Bernardo, nonostante una condanna a morte per omicidio poi revocata, fu ripetutamente chiamato al Priorato delle Arti e ad altre importanti cariche pubbliche: fu infatti gonfaloniere della Repubblica nel 1333 e nel 1340, ambasciatore a Lucca nel 1341, e venne decapitato nel 1343 per ordine del Duca di Atene, a causa delle sue simpatie popolari. Un suo cugino, Bonino di Lippo (Filippo) di Chiarissimo, fu anche egli gonfaloniere nel 1312.

Suo nipote Salvestro di Alemanno, bisnipote di Chiarissimo, è forse il Medici più celebre del Trecento per aver partecipato al tumulto dei Ciompi nel 1378.

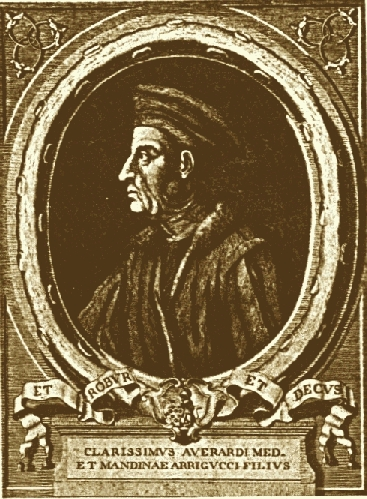
Salvestro de' Medici, detto Chiarissimo

Prima di allora si era distinto per aver assunto prestigiose cariche pubbliche e importanti compiti diplomatici. 
Nel 1351 si impegnò con successo nella guerra contro i Visconti in difesa del castello di Scarperia. Nel 1378 era gonfaloniere, quando lasciò emergere incontrollata la rivolta capeggiata da Michele di Lando, per opporsi ai suoi avversari politici di stampo conservatore. Per questo fu condannato all'esilio nel 1382 per cinque anni. Morì nel 1388 e fu sepolto nel Duomo. Misera sorte fra avventatezze e prevaricazioni toccò anche ai famigliari di Salvestro: il figlio Niccolò fu assassinato nel 1364; venne accusato del reato lo zio Bartolomeo di Alemanno, che riuscì a farsi annullare la condanna a morte. Costui nel 1360 tentò un colpo di Stato. Nel 1377 di Africhello di Alemanno, un altro fratello di Salvestro, fu notevole per soprusi inferti a una povera vedova alla quale voleva sottrarre le terre. Verso la fine del secolo, Antonio di Bartolomeo partecipò a una sollevazione capeggiata da Donato Acciaioli, che costò a lui e al cugino Alessandro l'esilio.
In generale, nel Trecento, dunque, mentre i discendenti di Bonagiunta vivevano una inarrestabile crisi economica, a molti altri esponenti della famiglia Medici toccò l'esilio, l'interdizione dai pubblici uffici o persino la condanna a morte, per atti di violenza, soprusi, aggressioni e persino omicidi.

#### Averardo, figlio di Giambuono
Infine l'ultimo ramo, quello di Averardo. Costui risulta il primo Medici impegnato a comprare terre in Mugello: infatti nel 1260 avviò una vasta opera di acquisti in questa area del contado fiorentino, terminata nel 1318 dal figlio omonimo. Averardo di Averardo, già priore (1309) e poi gonfaloniere (1314), divise tali proprietà fra i sei figli nel 1320.
I figli di Averardo (Jacopo, Giovenco, Salvestro, Francesco, Talento e Conte) dettero vita ad una florida attività bancaria fondando la compagnia filii Averardi, di cui però si hanno notizie solo fino al 1330. Dopo tale data non risultano altre attività finanziarie concertate in gruppo da membri della famiglia Medici, forse anche a causa dei frequenti disaccordi e contrasti sorti fra i vari componenti, di solito sollevati per questioni di proprietà o eredità. Il prestito a interesse continuò, comunque, ad essere molto praticato, anche se solo individualmente.
Un figlio di Talento, Mario, divenne gonfaloniere nel 1343. Nella difficile situazione in cui i Medici si trovarono dalla metà del Trecento, si distinsero alcune personalità che risollevarono le sorti della famiglia. In particolare Giovanni, figlio di Conte e nipote di Averardo, fu attivissimo nella vita pubblica: fu gonfaloniere nel 1349, nel 1353, nel 1356; fu vicario a Pescia (1346) e podestà a Prato (1365); venne incaricato di varie missioni diplomatiche e militari fuori dei confini fiorentini (Lucca, Piemonte, Pistoia, Siena, Milano). Nel 1351 Giovanni divenne capitano della provincia del Mugello e, con lo zio Salvestro, si impegnò nella difesa militare del castello di Scarperia dall'assedio delle truppe viscontee. L'anno seguente era a Napoli fra gli ambasciatori inviati dalla Repubblica fiorentina per rendere omaggio alla nuova regina Giovanna I. Nel 1355 con Antonio Adimari, al comando di 200 cavalieri fiorentini, scortò Carlo IV fino a Roma per l'incoronazione.
Fra il 1335 e il 1375 Giovanni e i fratelli, fra cui Filigno di Conte, comprarono per circa 9.000 fiorini d'oro 170 appezzamenti di terreno perlopiù nella zona del Mugello. Gli stessi Giovanni e Filigno si preoccuparono di accrescere anche gli immobili in città di loro proprietà, anche se vi investirono molto meno denaro rispetto ai beni fondiari in contado. Fra il 1348 e il 1373 comprarono diverse case e botteghe nell'area fra il Mercato Vecchio e il Ponte Vecchio. Essi risiedevano proprio nella zona del Mercato, come i loro avi, e lì possedevano fra l'altro la torre di San Tommaso e una loggia. Decisero però di andare a risiedere altrove e di riservare gli antichi immobili agli affari e alle attività commerciali. Nel 1349 comprarono infatti le prime nove parti di un “palagio” su via Larga. In quella medesima strada, i discendenti di Bonagiunta avevano posseduto case e un terreno, venduti appena l'anno prima. Nel 1361 Giovanni di Conte e i fratelli acquistarono le rimanenti undici parti dell'edificio, che poi nel Quattrocento si sarebbero trasformati nella “casa vecchia” di famiglia. Nel 1375 i figli di Conte de' Medici risultano inoltre proprietari di altre sei case adiacenti.
Nel 1374 Filigno di Conte scrisse il 'Libro di Memorie' che costituisce un'importante fonte di notizie sulla sua famiglia e sulle sue proprietà dal XII secolo in poi.

### Ascesa dei Medici
In generale, come si può evincere dai dati sopra riportati, i Medici furono attivi protagonisti della vita pubblica ed economica della città ben prima della loro grande ascesa, anche se è solo con essa che assunsero fama e prestigio internazionale.

#### Giovanni di Bicci

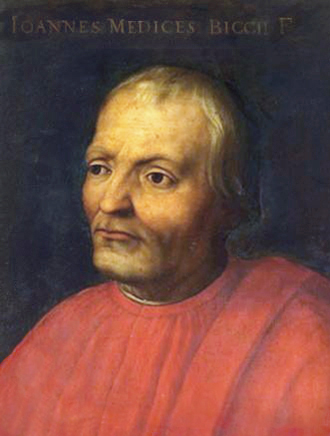
Giovanni di Bicci

Giovanni di Bicci (1360-1429) fu un uomo molto ricco e, grazie alla sua benignità, benvoluto dalla cittadinanza. Poco si sa della parte iniziale della sua vita, perché, uomo assai modesto e prudente, evitò di mettersi in evidenza sulla scena politica ma si dedicò solamente ad aumentare il suo patrimonio che divenne in breve tempo ingentissimo. Nonostante tale riservatezza, fu Priore nel 1402, nel 1408, nel 1411 e infine nel 1421 fu Gonfaloniere di Giustizia (questo dimostrerebbe che non fu mai perseguitato dal governo aristocratico, che anzi cercò di assimilarlo).
La sua solida ricchezza era nata dalla sua attività di banchiere, attraverso la creazione di una rete di compagnie d'affari, che aveva un'importantissima filiale a Roma, dove appaltava le entrate delle decime papali, un mercato ricchissimo e di grande prestigio che gradualmente riuscì ad avere sgombro da altri concorrenti. Erroneamente si ritenne nell'Ottocento che Giovanni di Bicci appoggiasse l'istituzione del catasto, un sistema di tassazione che per la prima volta colpiva in maniera proporzionale in base al reddito e ai possedimenti delle singole famiglie, una misura insomma che colpì tutta la classe dei più abbienti a Firenze, ma che sollevò i ceti minori e i piccoli-medi imprenditori da una tassazione sempre più gravosa, in seguito alle numerose guerre contro i Visconti di Milano. 
Questo errore era basato su quanto era detto da Giovanni Cavalcanti nelle sue Storie fiorentine ma in realtà contraddetto dai documenti che dimostrano in modo inoppugnabile che la legge del catasto fu proposta e difesa e fatta approvare da Rinaldo degli Albizzi e da Niccolò da Uzzano, i due massimi esponenti del partito aristocratico. Peraltro non ci fu da parte di Giovanni di Bicci una vera e propria ostilità alla legge in sé, ma alle sue modalità d'applicazione, soprattutto per il fatto che i proventi della nuova tassazione sarebbero serviti per finanziare una inutile guerra contro Milano promossa dagli oligarchi e alla quale Giovanni era fermamente contrario.
Dai suoi due figli, Cosimo e Lorenzo, nacquero i due rami principali della famiglia, quello detto "di Cafaggiolo" e quello "Popolano". La sua fortuna, come era usanza del tempo, venne ereditata solo dal figlio primogenito, Cosimo, per non frammentare il patrimonio familiare.

#### Cosimo il Vecchio
Cosimo (1389-1464) ebbe un carattere energico, nel segno del padre, anche se in sostanza molto diverso. Aveva infatti una tempra da dominatore che lo portò ad essere ancora più potente e ricco del genitore. Oltre alla notevole abilità come uomo d'affari, oltre ad essere un appassionato uomo di cultura e un grande mecenate, fu soprattutto uno dei più importanti politici del Quattrocento italiano.

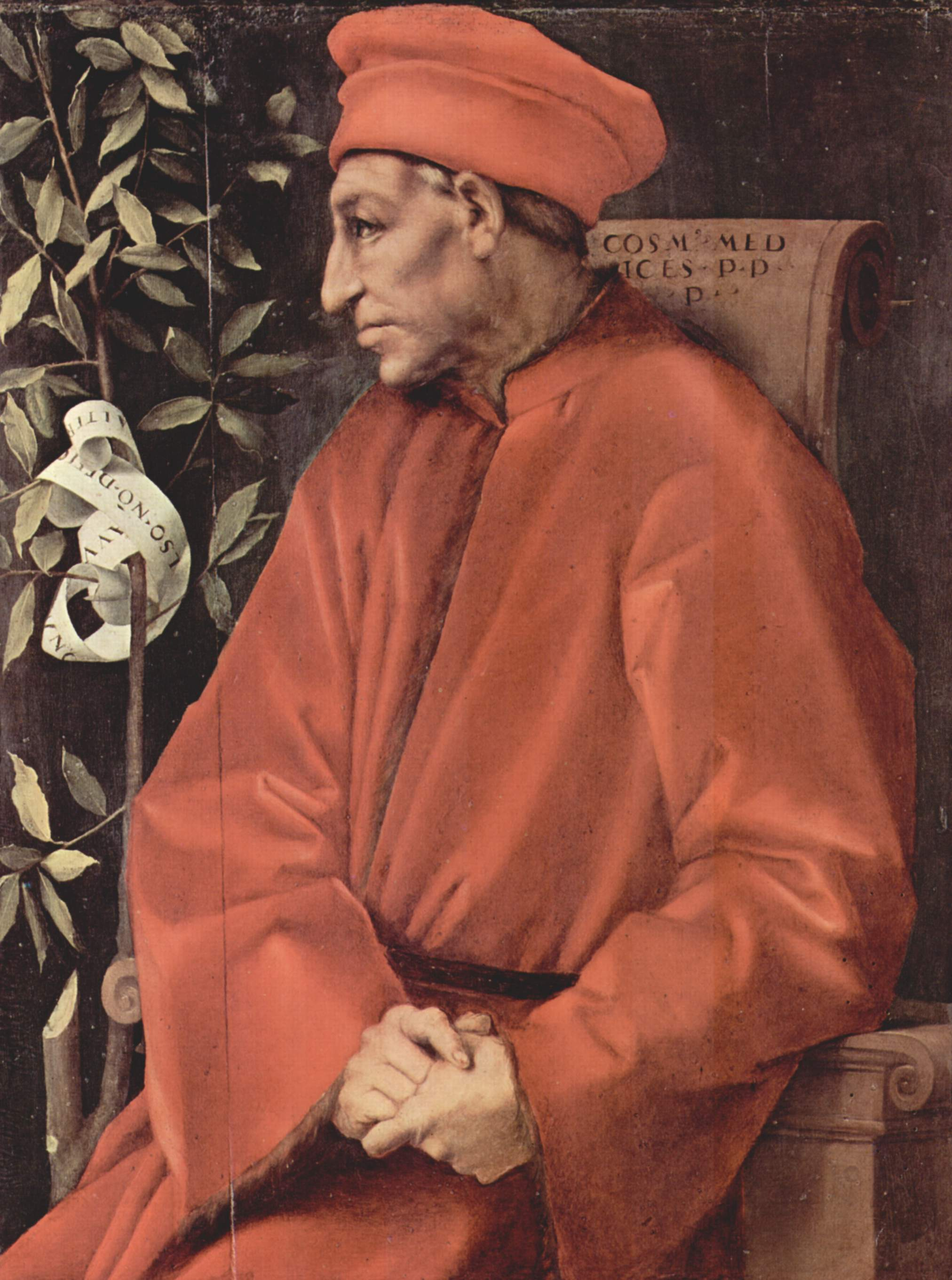
Pontormo, Ritratto di Cosimo il Vecchio

Cosimo si accorse ben presto che la ricchezza familiare era ormai troppo grande per essere tutelata senza copertura politica, per via delle operazioni finanziarie di entità sempre più ragguardevoli e quindi rischiose. Perciò iniziò la sua ascesa verso le leve del potere della Repubblica fiorentina. Si manifestò subito la sua proverbiale prudenza: egli non mirava a diventare signore della città, magari con un colpo di mano o cercando di essere eletto nei ruoli più prestigiosi di governo, ma la sua figura restò in ombra, vero burattinaio di una serie di personaggi fidati che per lui ricoprivano incarichi chiave nelle istituzioni.
Il potere era in quel momento detenuto in particolare dagli Albizzi, da Niccolò da Uzzano, da alcuni Strozzi, Peruzzi, Castellani.
Crescendo la popolarità di Cosimo ed il numero dei suoi amici, coloro che detenevano il potere iniziarono a vedere in lui una minaccia. Il 1º settembre 1433, secondo il volere di Rinaldo degli Albizzi, venne estratto come Gonfaloniere di Giustizia Bernardo Guadagni ed una Signoria profondamente legata agli Albizzi ed ai suoi adepti.  La nuova Signoria fece imprigionare Cosimo nel settembre 1433 con l'accusa di aver fomentato cospirazioni e complotti all'interno della città e di aver operato scientemente e con dolo perché Firenze entrasse in guerra con Lucca. Erano accuse confuse e false che avrebbero dovuto condurre Cosimo a morte.
Mancò a Rinaldo degli Albizzi la fredda determinazione di condurre le cose all'estremo. Una serie di "bustarelle" abilmente distribuite da Cosimo evitarono a quest'ultimo la condanna a morte, con la conversione della pena in esilio: fu la cosiddetta prima cacciata dei Medici. Dopo la partenza di Cosimo per Padova e Venezia, le istituzioni repubblicane ebbero una continua instabilità.
Rinaldo degli Albizzi non era uomo della stessa tempra del padre e nella situazione che precipitava non ebbe il coraggio o la forza di esercitare un controllo sulle estrazioni, errore che non ripeté invece Cosimo, che una volta al potere condizionò in maniera totale i nomi degli imborsati e di fatto evitò le avventurose estrazioni a sorte. Così nel settembre 1434 fu estratta una Signoria completamente favorevole ai Medici. Cosimo fu quindi richiamato a Firenze appena un anno dopo la sua partenza e furono mandati in esilio i suoi oppositori.
L'entrata trionfale di Cosimo, acclamato dal popolo, che preferiva i tolleranti Medici agli oligarchici e aristocratici Albizzi e Strozzi, segnò il primo grande trionfo della casata medicea.
Egli, abilissimo politico, continuò a mantenere intatte le libere istituzioni, favorì industrie e commerci, attirandosi sempre più le simpatie del popolo e mantenendo la pace a Firenze. Nel 1458 creò il Consiglio dei Cento.
Nominato infine pater patriae per l'abbellimento e lo sviluppo notevoli che diede alla città, Cosimo morì lasciando lo stato nelle mani del figlio Piero (1416-1469). Questi fu un saggio regnante, ma la malattia che gli valse l'appellativo de il Gottoso gli permise di guidare il governo della città solo per cinque anni.

#### Lorenzo Il Magnifico

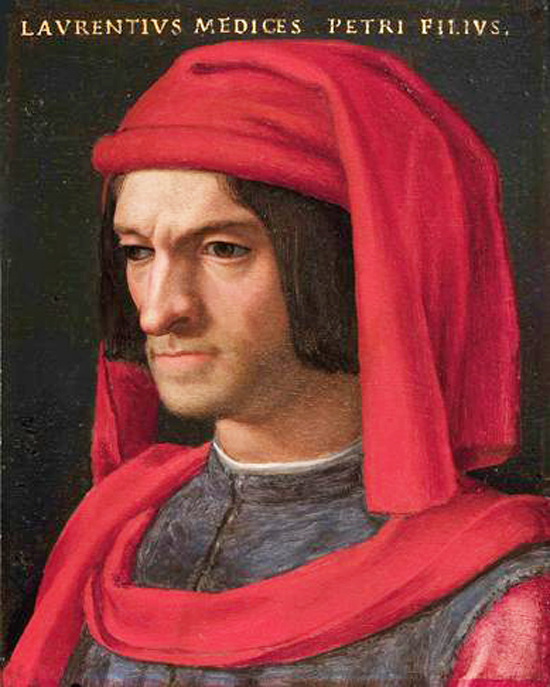
Lorenzo de' Medici

La figura di Lorenzo il Magnifico (1449-1492), figlio di Piero, è stata alternativamente nel tempo oggetto di glorificazione o di ridimensionamento. Educato come un principe, era nato con il destino già segnato dalla sua blasonatura; salì al potere alla morte del padre, senza grandi stravolgimenti. Sposato alla nobile romana Clarice Orsini, fu il primo dei Medici a legare il proprio nome ad un personaggio di sangue blu. 
A 29 anni, dopo nove anni di governo, subì il più grave attacco nella storia medicea, la cosiddetta Congiura dei Pazzi, nella quale morì il fratello Giuliano e lui stesso venne ferito, uscendone eccezionalmente vivo. In seguito alla congiura, alla quale avevano partecipato alcuni suoi oppositori fiorentini con l'appoggio del papa e di altri stati italiani, il popolo di Firenze si schierò ancora più nettamente dalla sua parte. I suoi sostenitori (detti Palleschi in riferimento alle 'palle' presenti nello stemma mediceo) punirono duramente i responsabili, dando a Lorenzo l'occasione di accentrare ulteriormente il potere nelle sue mani, attraverso una riforma delle istituzioni repubblicane, che divennero a lui subordinate.
Lorenzo è l'incarnazione del principe umanista, durante il suo governo il potere mediceo fu uno dei principali poli propulsivi per la nascita e lo sviluppo del Rinascimento: i signori di Firenze erano trattati come sovrani dagli altri monarchi europei e la vita artistica e culturale della Firenze del XV secolo era punto di riferimento per tutta Europa, grazie anche all'instancabile opera di promozione culturale svolta dal Magnifico. Politicamente, Lorenzo si premurò di conservare l'equilibrio degli Stati italiani attraverso la salvaguardia della Lega Italica promossa dal nonno, attraverso il concetto di coesistenza pacifica garantì all'Italia un periodo di pace interna e di sviluppo. Dopo la sua morte nel 1492, i suoi eredi non furono altrettanto capaci, contribuendo a far precipitare la Penisola nella rovinosa serie di conflitti noti come Guerre d'Italia, che segnarono la sempre maggiore marginalizzazione degli Stati italiani nell'Europa delle grandi potenze nazionali.
Grande uomo di finanza e di politica, anche Lorenzo amava svagarsi con la poesia e la letteratura. Anzi la sua personalità letteraria fu di notevole levatura, tanto da offuscare anche il suo ruolo politico. Si occupò anche di filosofia, di collezionismo e nutrì sempre appassionato amore per le arti in genere, delle quali nondimeno aveva appreso dai suoi predecessori il fondamentale ruolo quale strumento di prestigio e fama. È infatti grazie al suo interessamento che la Cappella Sistina, già affidata ad artisti umbri come il Perugino, venne poi affrescata dai migliori pittori fiorentini, esportando verso Roma quelle novità insigni del Rinascimento fiorentino. Sempre nella stessa ottica si può inquadrare la partenza di Leonardo da Vinci per Milano.
Nemico dichiarato di Lorenzo fu Girolamo Savonarola che non poteva che scontrarsi con il clima culturale di recupero dell'antico (da lui considerato un neo-paganesimo), della centralità dell'uomo, del libero pensiero promosso da Lorenzo. Il Magnifico lo tollerava come se fosse un male minore, mantenendo con lui comunque un rapporto di reciproco rispetto, tanto che tra i due non ci fu mai un aperto scontro diretto.

### Seconda cacciata dei Medici (1494-1512)
Con la morte di Lorenzo, salì al potere a Firenze suo figlio Piero (1472-1503), educato fin dall'infanzia a ricoprire il ruolo di suo padre. Tutti gli occhi della città erano puntati su di lui, ed è chiaro come tutti cercassero di capire se avesse la stoffa o meno per essere all'altezza dell'incarico che ricopriva. La pace mantenuta da Lorenzo si incrinò tuttavia con la sua morte e già due anni dopo Carlo VIII di Francia scendeva in Italia con il suo esercito. 
La crisi travolse Piero: intimorito dal sovrano e dall'esercito francese, acconsentì a qualsiasi richiesta, regalando quattro piazzeforti sui confini di Toscana e spalancando le porte del regno (i cronisti più a lui avversi diffusero anche la notizia che avesse baciato le babbucce del re inginocchiandosi). Accusato di viltà e debolezza, venne cacciato dalla città con una sentenza datata 9 novembre 1494. La città allora divenne uno stato "teocratico" governato da Savonarola. Il trionfo del frate domenicano però fu di breve durata: travolto dalle lotte tra le fazioni e soprattutto sopraffatto dall'opposizione con Papa Alessandro VI, venne scomunicato dallo stesso e condannato al rogo da suo figlio, l'allora cardinale Cesare Borgia. Intanto la Repubblica fiorentina navigava in cattive acque per la difficile situazione internazionale.
Dopo la morte di Piero, annegato nel Garigliano nel 1503, l'autorità di capo della famiglia passò ad un altro figlio di Lorenzo, il cardinale Giovanni de' Medici, che rientrò a Firenze nel 1512 dopo aver sconfitto i francesi di Luigi XII, alleati di Firenze. Con Giovanni rientrano a Firenze suo fratello Giuliano e il figlio dello sfortunato Piero, Lorenzo, che, ora ventenne, non aveva pressoché mai veduto la sua città avendo seguito quando era ancora in fasce la sorte del padre.

### Papi medicei

#### Leone X

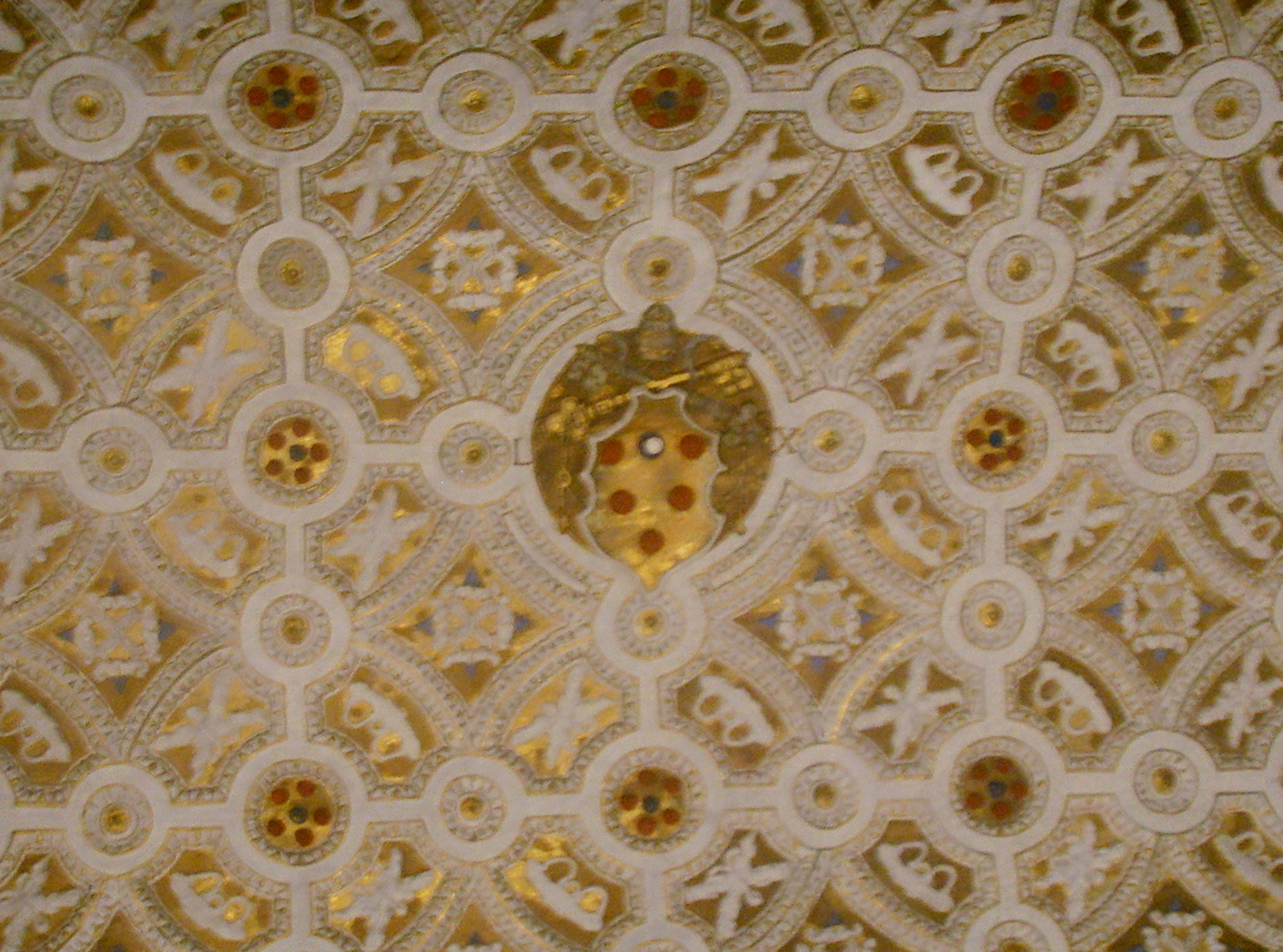
Lo stemma di Leone X, Villa di Poggio a Caiano.

Giovanni de' Medici, grazie anche al sostegno del partito orsinesco al quale era appartenuta sua madre Clarice, fu eletto papa con il nome di Leone X nel 1513. Il governo di Firenze ormai avveniva nel Palazzo Vaticano invece che in Palazzo Vecchio. Leone, ricordato tra i papi più magnificenti della curia romana (o più scialacquatori, secondo i detrattori), fu un grande mecenate di artisti (soprattutto di Raffaello Sanzio e Michelangelo Buonarroti) e un nepotista senza remore. Mentre, con grande soddisfazione il fratello Giuliano veniva inviato dal Re di Francia, dove, grazie ai suoi servigi, otteneva il primo titolo nobiliare, il "Ducato di Nemours", il nipote Lorenzo (unico figlio di Piero), era spedito dallo zio Papa in una costosa e inutile guerra contro Francesco della Rovere, signore di Urbino, al termine della quale veniva incoronato "Duca di Urbino". 
Entrambi ebbero spose di alto lignaggio e portarono nel Palazzo Medici di Firenze un'etichetta principesca e quei modi altamente sofisticati dell'alta nobiltà che ben poco avevano a che fare con la semplicità solenne di Cosimo il Vecchio. Ma il trionfo di Leone durò ben poco, perché sia Giuliano che Lorenzo morirono poco più che trentenni di malattie, aggravate dalla predisposizione ereditaria alla gotta tipica del ramo principale della famiglia. Per i due rampolli da lui tanto amati Leone X fece costruire la Sagrestia Nuova in San Lorenzo da Michelangelo. Anche Leone peraltro morì improvvisamente a 46 anni.

#### Clemente VII

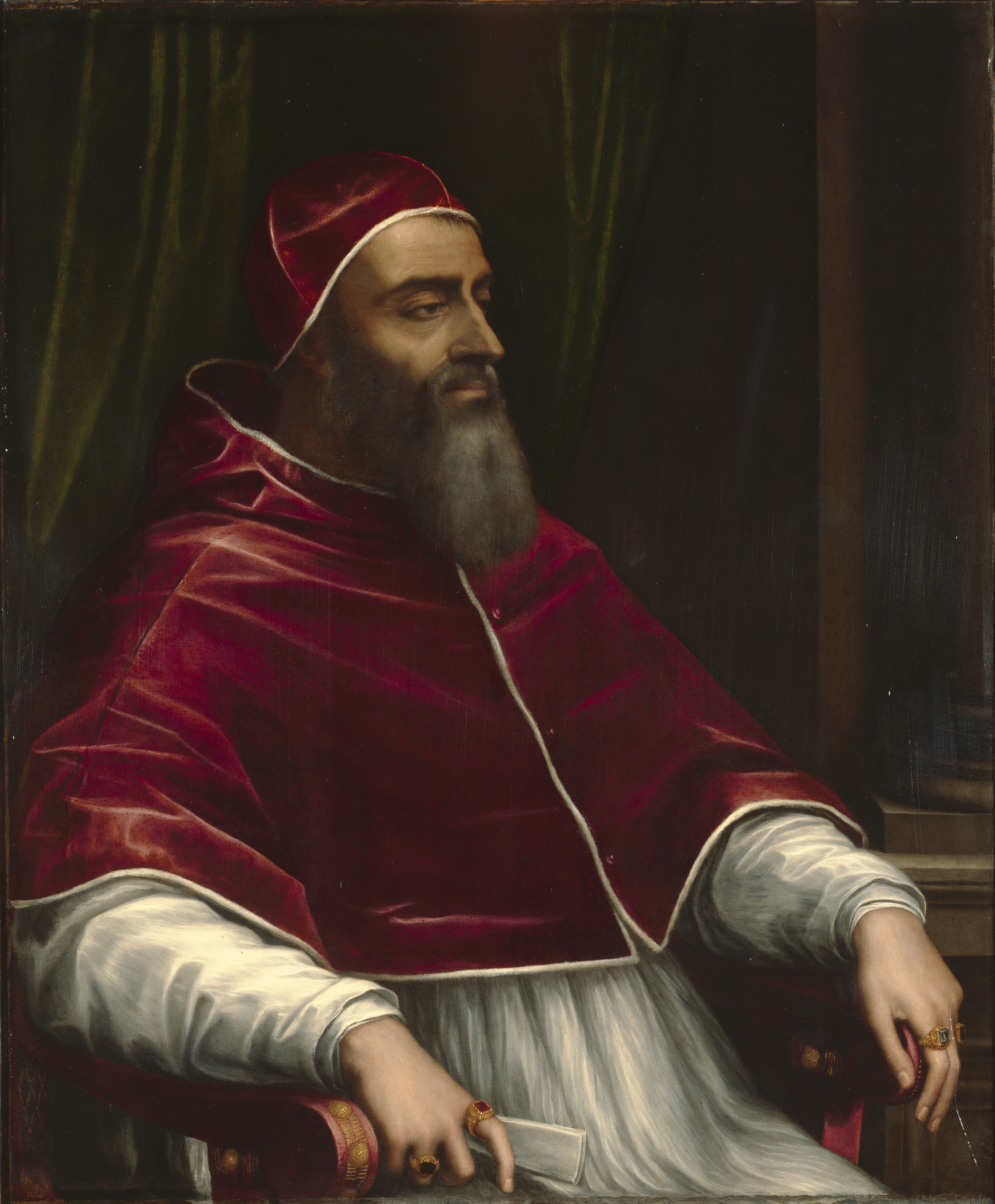
Sebastiano del Piombo, Ritratto del Pontefice Clemente VII, Los Angeles, Getty Museum

Dopo l'iniziale momento antimediceo, a Roma si scelse un Papa riformatore, il fiammingo Adriano VI, che potesse combattere e ricomporre la frattura nata al tempo di Leone X con lo scisma della Riforma protestante: ma la sua condotta, forse troppo estremista, non piacque all'ambiente della curia, che, alla sua repentina morte dopo appena un anno di pontificato, scelse di eleggere di nuovo un Medici, il cardinale Giulio de' Medici, figlio di quel Giuliano (fratello del Magnifico) ucciso nella congiura dei Pazzi, e già tra i più fidati consiglieri del cugino Leone X.
Clemente VII, questo il nome scelto, delegò l'amministrazione di Firenze al cardinale Silvio Passerini, mentre si questionava su chi dovesse diventare il nuovo signore della città: Ippolito, figlio illegittimo di Giuliano di Nemours, o Alessandro, figlio di Lorenzo, nato da una passione con una schiava mulatta. La predilezione del Papa per Alessandro, additato da molti come figlio dello stesso Papa, nato quando questi era ancora cardinale, fu tale da far propendere la scelta su quest'ultimo, nonostante la sua pessima reputazione e la scarsa stima che i fiorentini avevano per lui.
Clemente ebbe uno dei papati più difficili della storia: scelta l'alleanza con i Francesi piuttosto che con il nuovo imperatore Carlo V, con la consueta opzione di ribaltare le alleanze secondo il maggior profitto, non piacque per niente all'Imperatore, che organizzò un esercito tedesco-spagnolo con i tremendi Lanzichenecchi e marciò verso Roma, in una specie di crociata protestante contro la corruzione del papato.
Giovanni dalle Bande Nere, l'unico condottiero di valore della famiglia, tentò di bloccare i Lanzichenecchi, ma morì tra grandi sofferenze dopo essere stato colpito da un archibugio in una battaglia presso il Po. Con la notizia del Sacco di Roma (1527), i fiorentini stessi si ribellarono ad Alessandro, cacciando lui e tutti i Medici dalla città (Terza cacciata dei Medici).
Clemente subì anch'egli le conseguenze del tremendo saccheggio della città da parte dei Lanzichenecchi: esso, feroce ed efferato, fu reso più crudele dall'appartenenza degli assalitori alla religione luterana, tanto che lo stesso imperatore ne rimase addolorato (forse per questo motivo la sua incoronazione, qualche anno dopo, venne celebrata a Bologna, temendo la reazione dei romani).
Il 5 giugno il Pontefice stesso fu fatto prigioniero; il 26 novembre vennero ratificati gli accordi con gli imperiali: come garanzia, l'Imperatore ottenne "sei ostaggi, i porti di Ostia e Civitavecchia e le città di Forlì e Civita Castellana".
In dicembre il Papa fu liberato dietro la promessa del pagamento di un pesante indennizzo: dovette versare al principe d'Orange 400.000 ducati, di cui 100.000 immediatamente e il resto entro tre mesi; era inoltre pattuita la consegna di Parma, Piacenza e Modena.
Clemente VII, per evitare di ottemperare alle condizioni imposte dall'Imperatore, abbandonò Roma e, il 16 dicembre 1527, si ritirò a Orvieto e successivamente a Viterbo. L'Imperatore Carlo, appunto addolorato dalla piega che avevano preso gli eventi, inviò un'ambasciata presso il Papa per fare ammenda dell'episodio: Clemente alla fine, non ritenendolo direttamente responsabile, lo perdonò.
Così dopo questi accordi, intorno alla fine del 1529, fu stipulata la Pace di Barcellona, secondo i termini della quale il papa, il 24 febbraio 1530, incoronò ufficialmente a Bologna Carlo V imperatore, come pubblico segno di riconciliazione tra papato e impero, e, in cambio, Carlo si impegnò a ristabilire a Firenze la signoria della famiglia Medici, abbattendo la repubblica fiorentina, e a concedere la Borgogna a Francesco I, che in cambio prometteva di disinteressarsi degli affari italiani.
Carlo V aiutò dunque Clemente VII a riconquistare Firenze alla famiglia dei Medici, con il famoso assedio del 1529-1530, da parte delle truppe imperiali, che si concluse la presa della città e l'investitura di Alessandro come Duca, che sanciva definitivamente il dominio dei Medici sulla città. Alessandro de' Medici sposava inoltre Margherita, figlia naturale di Carlo V. Ma, mentre una tempesta si placava, ecco che il rifiuto di concedere l'annullamento del matrimonio al re Enrico VIII d'Inghilterra si trasformò in un ulteriore contrasto con il papa e diede inizio allo scisma anglicano.

### Caterina de' Medici

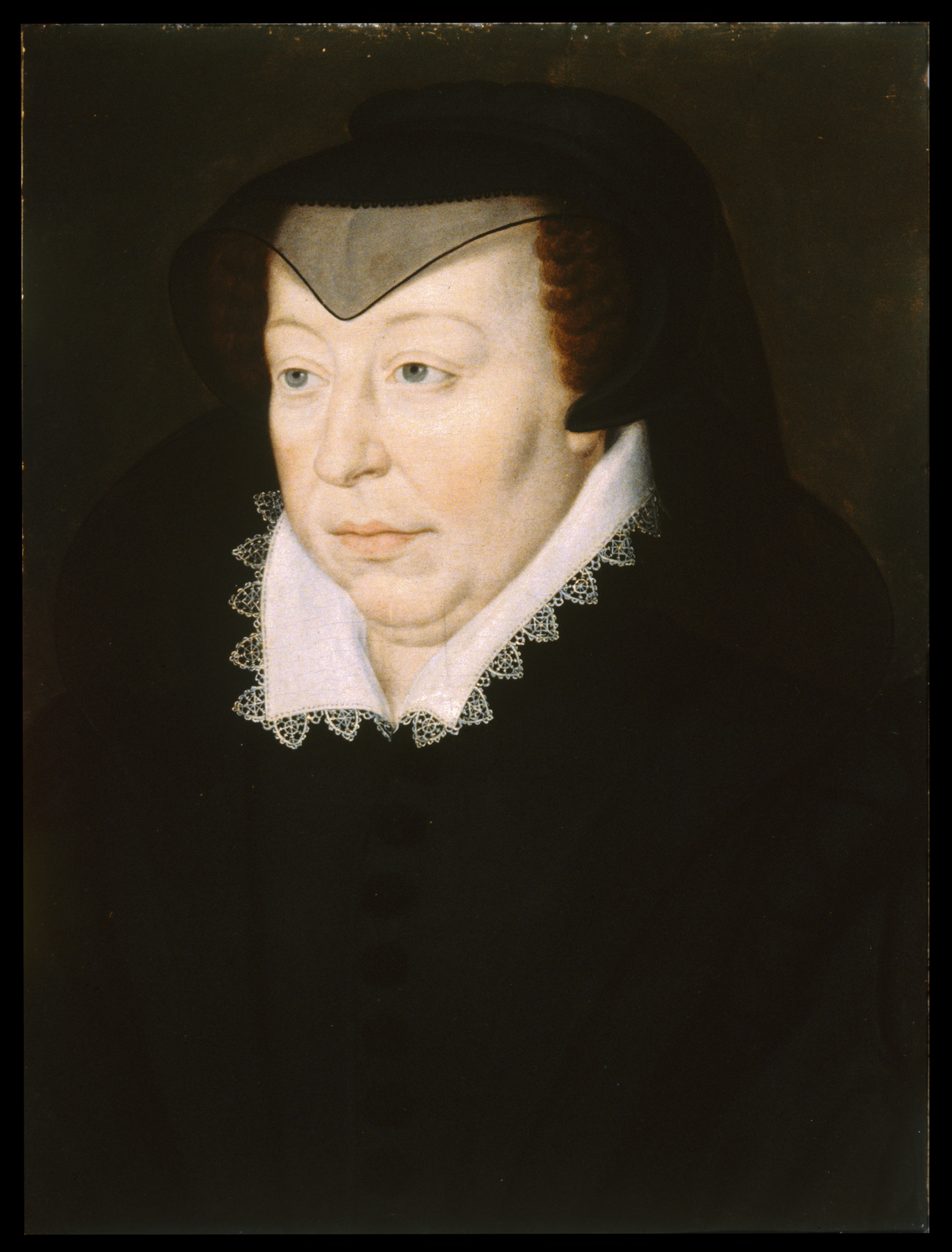
Caterina de' Medici. Dipinto di François Clouet. (1580)

Caterina de' Medici (1519-1589), rimasta orfana appena nata del padre Lorenzo d'Urbino, era la nipote preferita di Clemente VII. 
Quando si trattò di scegliere per lei un marito, si aprirono le trattative con numerose famiglie nobili italiane ed europee. Sebbene molti criticassero la nobiltà recentissima di Caterina, la sua dote principesca e la parentela con il papa in carica facevano gola ad altrettanti. Con grande soddisfazione di Clemente, Caterina andò in sposa a Enrico II di Francia, secondogenito di Francesco I. Questo matrimonio suscitò numerose polemiche, ma re Francesco perseverò nella sua scelta adducendo il fatto che Caterina non sarebbe mai diventata regina di Francia, essendo moglie del secondogenito. Ma le cose andarono diversamente e, dopo la morte prematura del Delfino, Caterina diventò regina quando suo marito divenne Enrico II di Francia.
Fu madre dei re Francesco II, Carlo IX, Enrico III e delle regine Elisabetta (regina di Spagna) e Margherita (regina di Navarra e di Francia). Prima regina poi Reggente di Francia, Caterina de' Medici è una figura emblematica del XVI secolo. Il suo nome è legato alle guerre di religione, contro le quali si batté tutta la sua vita. Sostenitrice della tolleranza civile, tentò numerose volte di seguire una politica di conciliazione con l'aiuto dei propri consiglieri, fra cui il celebre Michel de l'Hôspital.
Una leggenda nera che la perseguita da tempo immemorabile ne ha fatto una persona austera, attaccata al potere e persino malvagia. Caterina de' Medici è stata tuttavia progressivamente rivalutata dagli storici che oggi riconoscono in lei una delle più grandi regine di Francia. Il suo ruolo nel massacro della notte di San Bartolomeo, tuttavia, contribuisce ancora oggi a farne una figura controversa.

### Alessandro de' Medici

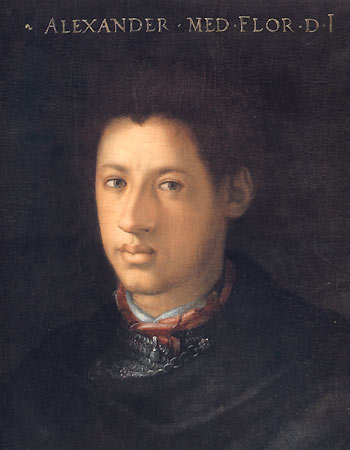
Alessandro "il Moro".

Alessandro de' Medici, detto il Moro per il colore scuro della sua pelle, per via delle sue origini mulatte, era stato nominato Duca da Carlo V, chiudendo definitivamente la stagione plurisecolare della Repubblica fiorentina e della sua libertas. Il governo venne accentrato nelle sue sole mani e la sua ascesa venne sancita anche dalla promessa di matrimonio con Margherita, figlia naturale dell'Imperatore Carlo V.
Il nuovo Duca però era tristemente noto per il suo carattere vizioso e crudele, improntato agli eccessi: era sempre accompagnato da un picchetto di guardie imperiali che erano abituate a terrorizzare i cittadini con improvvise e sconcertanti azioni.
Suo cugino Lorenzino de' Medici, abituato a vivere alla pari con Alessandro, fu sorpreso dal doversi sottomettere al nuovo rango di costui (peraltro, i rapporti di complicità/odio e invidie reciproche tra i due, dal simile carattere "maledetto", sono stati di volta in volta mistificati o sminuiti dagli storici e probabilmente non si conosceranno mai a causa della mancanza di documentazione).
Nel gennaio del 1537 Lorenzino, poi detto Lorenzaccio, tendeva un tranello al cugino, che si presentava a lui senza le guardie. Alessandro, accoltellato dal sicario pagato da Lorenzaccio, morì a 26 anni lasciando solo un figlio e una figlia illegittimi di pochissimi anni: anche se fossero stati accettati per la successione (cosa improbabile perché figli naturali di un illegittimo), si sarebbe aperto un difficile contenzioso per la reggenza.
Non di meno, anche Lorenzino subì una sorte simile: profugo nel nord-Italia e poi in Francia da Caterina de' Medici, tornò e si stabilì infine a Venezia, dove lo raggiunsero i sicari di Cosimo I, che lo accoltellarono appena fuori dalla casa della sua amante (1548).

### Granduchi di Toscana
L'avvento del Granducato nella seconda metà del XVI secolo segna il passo per i Medici che divennero sovrani a tutti gli effetti unificando sotto il loro scettro gran parte della Toscana, con l'unica eccezione dell'indipendente Repubblica di Lucca e dello Stato dei Presidi, sotto dominazione spagnola.
Il governo dei granduchi medicei fu inizialmente illuminato come quello dei loro avi: diedero impulso ai commerci, proclamarono la tolleranza religiosa con le famose Leggi livornine del 1591-1593 e furono mecenati delle arti e della scienza, patrocinando Galileo Galilei, astronomo di corte di Cosimo II de' Medici, e fondando, con il cardinale Leopoldo de' Medici, l'Accademia del Cimento, la prima istituzione scientifica in Europa a promuovere il metodo scientifico galileiano.
Il malgoverno degli ultimi granduchi e la morte senza eredi dell'ultimo sovrano mediceo Gian Gastone de' Medici, nel 1737, portò il Granducato nelle mani di Francesco I di Lorena, marito dell'imperatrice Maria Teresa d'Austria, rimanendo ai loro discendenti fino all'Unità d'Italia.

#### Cosimo I

Cosimo I in armatura, ritratto dal Bronzino

Con la morte di Alessandro il ramo principale dei Medici, quello di Cosimo il Vecchio, era esaurito nelle ramificazioni legittime e illegittime. Nell'incertezza generale, tra le proposte di ripristinare la Repubblica o far venire a Firenze un emissario imperiale, saltò fuori il nome di un ragazzo di diciotto anni, Cosimo (1519-1574), figlio di Giovanni delle Bande Nere e di Maria Salviati, la quale a sua volta era nipote di Lorenzo il Magnifico, quindi di recente e diretta parentela con il vecchio ramo familiare. 
Si dice che gli stessi fiorentini furono affascinati dal carattere mite e ossequioso del giovane fino ad allora cresciuto nell'ombra, per cui rinunciarono a quella che fu di fatto l'ultima occasione per riottenere la libertà repubblicana. Con l'investitura imperiale (unica clausola: lasciare il potere al Consiglio), la successione venne confermata. 
Non passò molto che il giovane mostrò il suo volto di sovrano forte (con la battaglia di Montemurlo, contro i Repubblicani guidati da Filippo Strozzi), e a tratti addirittura tirannico e spietato, che tenne lo stato per 37 anni ricorrendo spesso all'uso dittatoriale del terrore: tra le pagine più nere del suo governo si ricorda la soppressione della Repubblica di Siena.  Secondo le varie fonti il giudizio comunque oscilla anche parecchio: per Franco Cardini per esempio fu un sovrano saggio e lungimirante, che innegabilmente effettuò un'oculata gestione dello Stato, abile finanziariamente e promotore delle attività economiche, e delle arti (con la nascita di una vera e propria scuola di "artisti di corte" come il Bronzino, il Vasari, e altri).
Trasferitosi nel Palazzo della Signoria (come a sottolineare che il potere governativo e la sua persona erano la stessa cosa), fu il primo nobile della famiglia a poter godere durevolmente di questo status: ebbe una moglie di alto rango, la bella e sofisticata Eleonora di Toledo, figlia del Viceré di Napoli, e una vera e propria reggia, quella di Palazzo Pitti, appositamente ampliato per lui e la sua corte. Dal 1569 ebbe dal papa il titolo di granduca, per il suo acquisito dominio sulla Toscana.

#### Francesco I

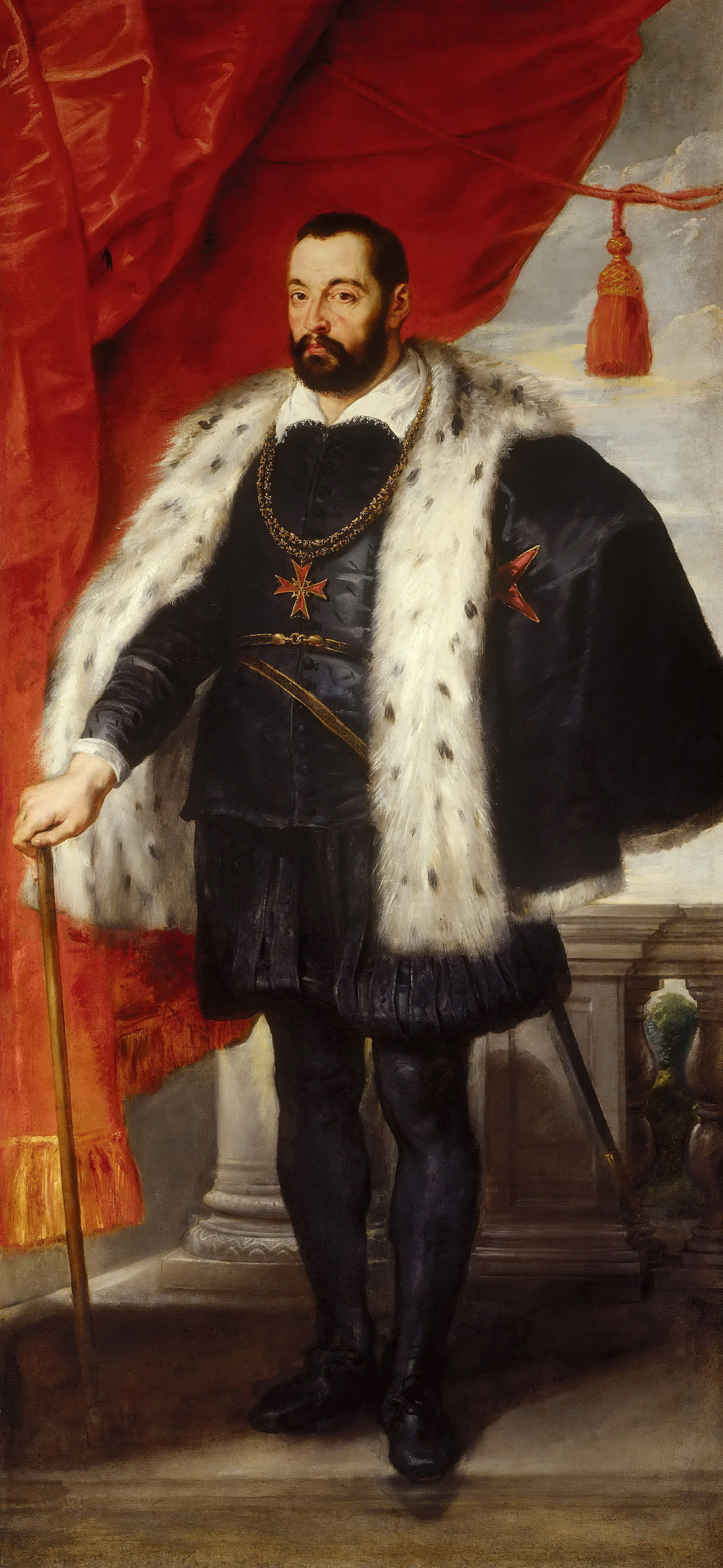
Peter Paul Rubens, Ritratto di Francesco I de' Medici, Museo del Louvre

Il secondo Granduca di Toscana fu il figlio primogenito di Cosimo I, Francesco I de' Medici (1541-1587). A tratti simile al padre, talvolta dissoluto e dispotico, ebbe una vena però più crepuscolare, che lo portava a passare periodi di solitudine, con una sfrenata passione per tutto ciò che di misterioso ed occulto vi era nello scibile dell'epoca. Non a caso fu proprio lui a far costruire l'emblematico Studiolo di Palazzo Vecchio, permeato della cultura iniziatica e alchemica dell'epoca, o la magnifica Villa di Pratolino, dove tutto era sorpresa e meraviglia per i cinque sensi.
Acquistò inoltre nel 1581 la Villa La Magia, nel pistoiese, alle pendici del Montalbano.
La sua casata era ormai alla pari delle altre casate regnanti europee, infatti ricevette come sposa niente meno che una sorella dell'Imperatore Massimiliano II, Giovanna d'Austria. Il matrimonio tra i due non si rivelò però felice: mentre nascevano solo figlie femmine (ben sei e un maschio morto in tenera età), Francesco si invaghì fatalmente di un'altra donna, la veneziana Bianca Cappello, con la quale visse una sfrontata storia d'amore, nonostante ella stessa fosse già maritata. Oltre all'inevitabile scandalo, tenuto a freno solo dalla sua posizione di capo di Stato, la Cappello era malvista dai fiorentini, accusata addirittura di stregoneria, per non parlare del profondo odio da parte della famiglia granducale.
Dopo anni di clandestinità, i due rimasero entrambi vedovi (anche questa una vicenda dai molti punti oscuri) e poterono sposarsi nel 1579. Il loro idillio durò fino alla notte di ottobre del 1587 quando entrambi morirono a poche ore di distanza tra lancinanti spasmi causati dalla febbre terzana o, secondo un dubbio pervicace, dal veleno fatto propinare dal cardinale Ferdinando I de' Medici. Questo enigma secolare sembrava risolto nel dicembre 2006, quando studiosi tossicologi dell'Università di Firenze trovarono nei resti dei tessuti epatici di Bianca e Francesco tracce di arsenico, somministrato loro in dose letale ma non massiccia, tanto che essi patirono undici giorni di agonia. Tuttavia, nel 2010, un gruppo di ricercatori dell'Università di Pisa ha identificato nel tessuto osseo di Francesco I il Plasmodium falciparum, agente della malaria perniciosa, confermando così la morte per malaria.

#### Ferdinando I

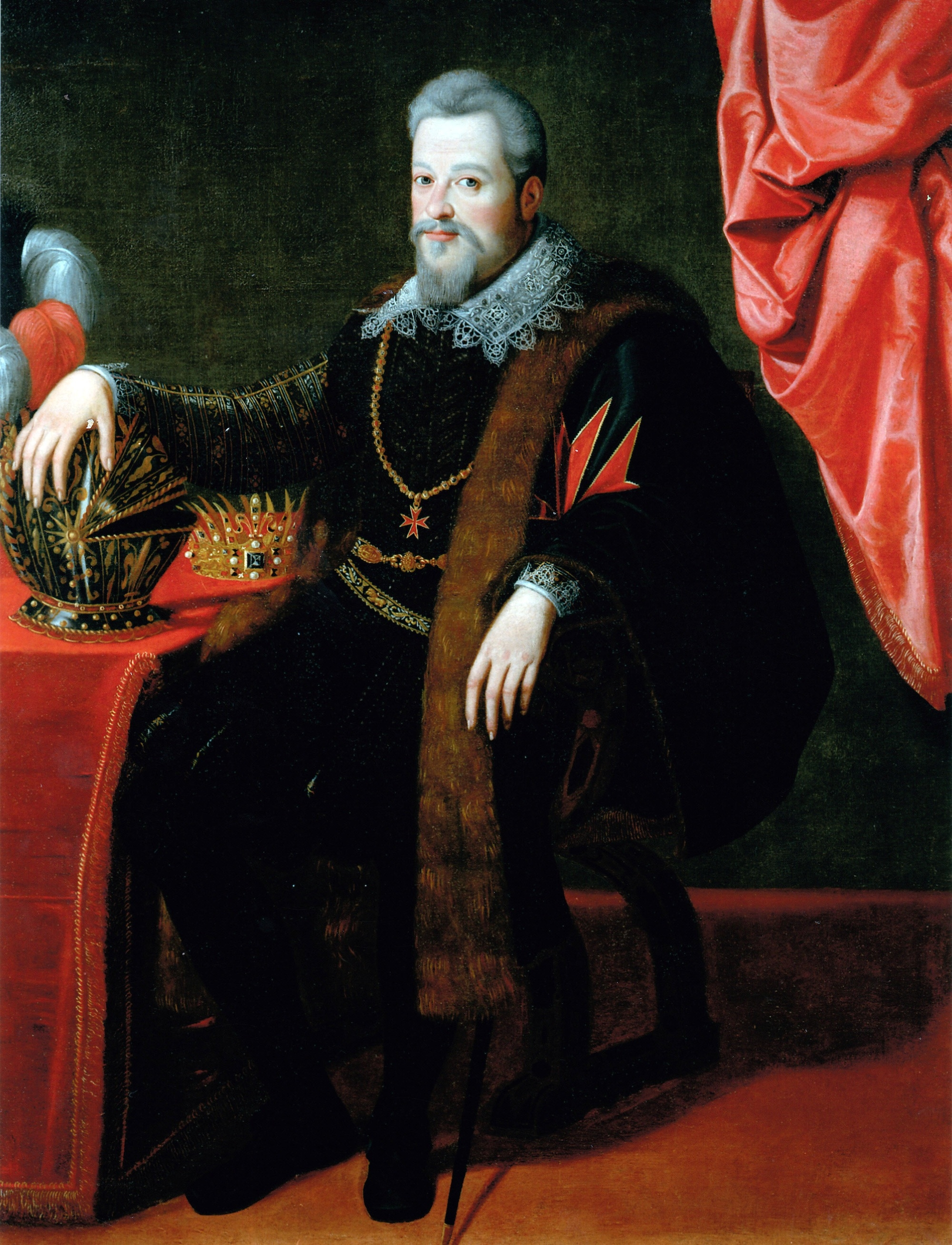
Ferdinando I

Il cardinale Ferdinando de' Medici (1549-1609), secondogenito di Cosimo I, rinunciò alla porpora cardinalizia con dispensa papale quando l'improvvisa morte del fratello rese necessaria la sua ascesa al governo del granducato, col nome di Ferdinando I.
Se si escludono le su citate ombre circa la morte del fratello, Ferdinando fu l'unico granduca a riuscire a guadagnarsi una fama duratura: restituì ordine al paese e ripristinò l'integrità del governo; promosse una riforma fiscale e sostenne il commercio; incoraggiò il progresso tecnico-scientifico e realizzò grandiose opere pubbliche come la bonifica della Val di Chiana e il potenziamento del porto e delle fortificazioni di Livorno. In quello che allora era un modesto villaggio di pescatori, egli realizzò importanti infrastrutture, ma importante fu soprattutto la legge che lo dichiarava porto franco, che attirò profughi e perseguitati da tutti i paesi del Mediterraneo, facendo crescere rapidamente la popolazione e facendo così arrivare la manodopera necessaria allo sviluppo di quello che sarebbe presto diventato uno dei più attivi porti commerciali del mare nostrum.
Fu inoltre con lui che il sistema delle ville medicee raggiunse la massima estensione e grande splendore, grazie anche alla collaborazione dell'architetto Bernardo Buontalenti.

#### Maria de' Medici

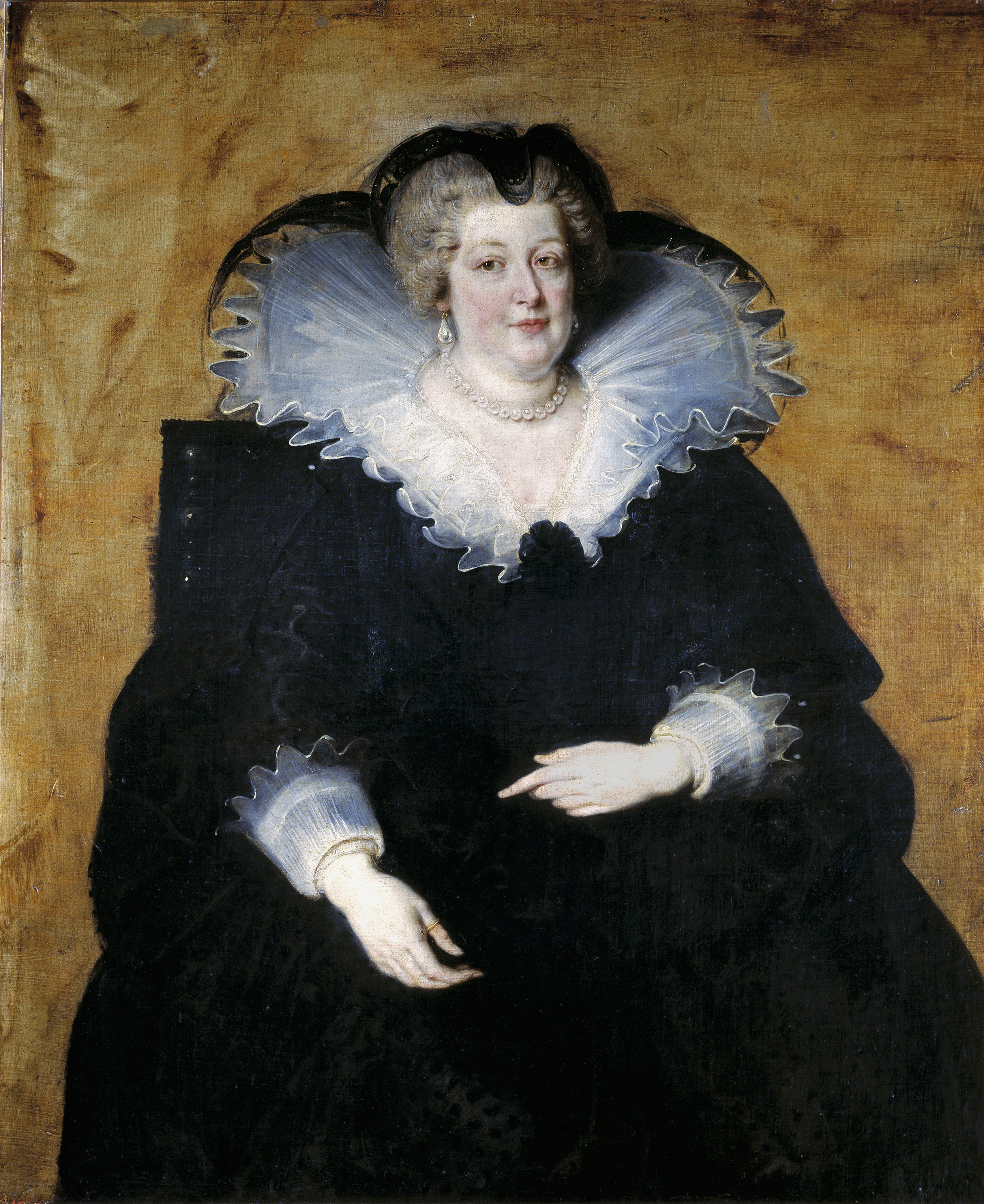
Maria de' Medici in un dipinto di Peter Paul Rubens

Figlia di Francesco I, Maria de' Medici (1575-1642), grazie all'intercessione dello zio granduca Ferdinando, all'età di venticinque anni sposò Enrico IV di Borbone, diventando la seconda Regina di Francia di casa Medici, dopo Caterina.
Sebbene poco stimata da Enrico, Maria seppe influenzare la politica interna ed estera della Francia seicentesca. Dopo l'assassinio del marito (1610), fu nominata reggente per conto di suo figlio, il futuro Luigi XIII, ancora bambino. Attorniata da consiglieri e cortigiani toscani (in verità poco amati dai Francesi), ravvivò i rapporti con la Spagna e prese le distanze dai protestanti. In seguito a movimenti di rivolta, venne esautorata dal figlio nel 1617, quindi trovò un alleato in Richelieu, divenuto cardinale grazie al suo appoggio, ed entrò nel consiglio reale nel 1624. Dopo aver visto rivoltare, nonostante la sua ferma opposizione, le alleanze che aveva costruito, nel 1630 perse ogni autorità e si ritirò in esilio.

#### Cosimo II

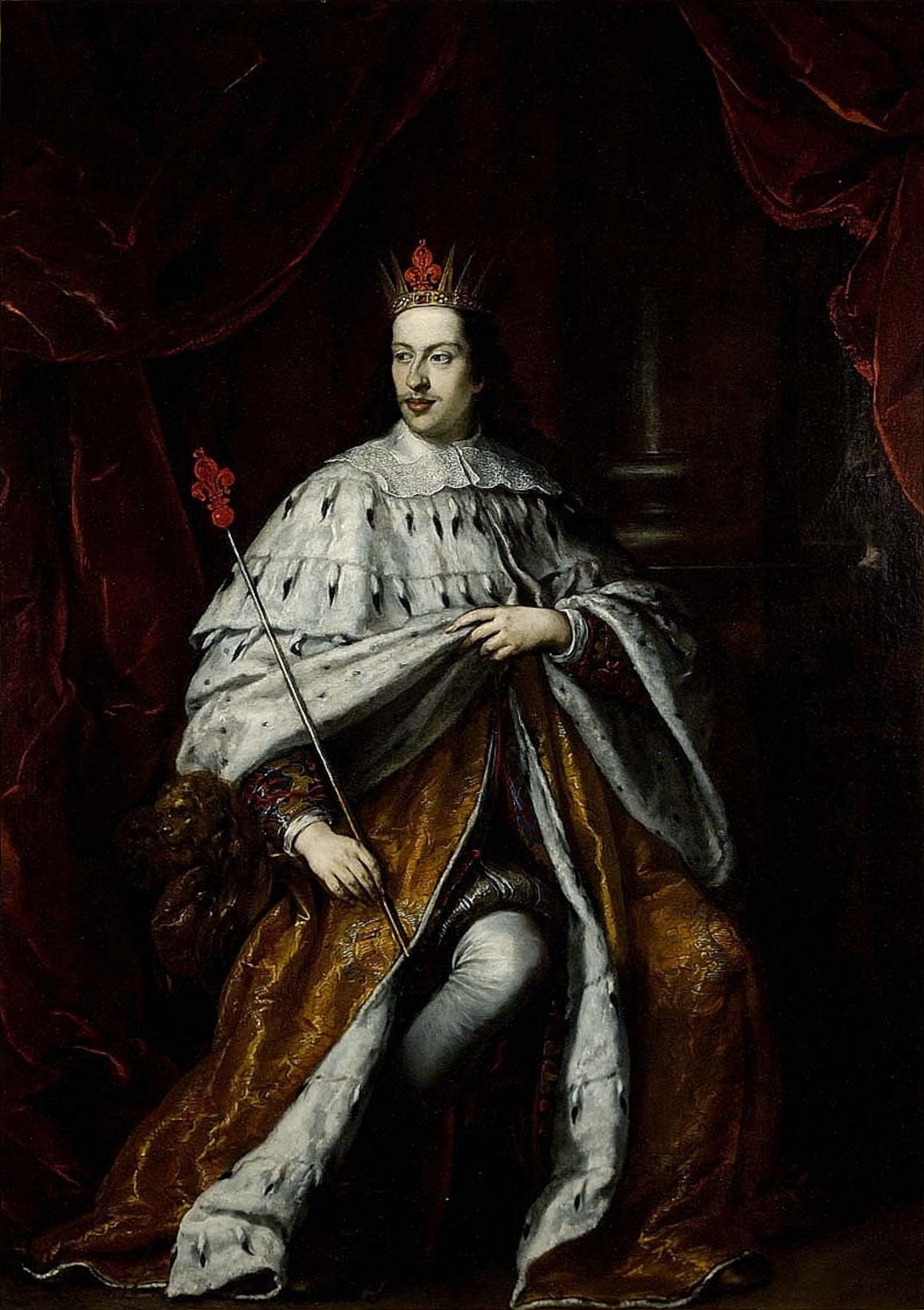
Cosimo II de' Medici

Alla morte di Ferdinando gli successe il figlio Cosimo II (1590-1621). Personaggio di intelligenza brillante e di vasta cultura, era ammalato di tisi, malattia che lo portò a una morte prematura appena passata la soglia dei trent'anni.
La sua figura è ricordata per due eventi principali:
- la liquidazione e chiusura del Banco Medici, che aveva permesso l'ascesa familiare, ma che ormai era visto dal granduca come un'attività "indegna di un sovrano regnante";
- l’amicizia e la protezione nei confronti di Galileo, di cui il giovane Cosimo fu discepolo. Nel 1610 Cosimo II, Granduca di Toscana dal 1609 al 1621, consentì il ritorno in patria di Galileo, conferendogli il titolo di Primario matematico e Filosofo del Granduca, e continuò a sostenerlo anche in occasione del processo intentato contro di lui dal Sant’Uffizio.

Questo vivo interesse scientifico era un Leitmotiv di tutti i discendenti del ramo granducale dei Medici, fondatori di Accademie e protettori di scienziati, e fa da contraltare al mecenatismo verso le arti tipico del ramo di Cafaggiolo.

### Decadenza
Dal Seicento il Granducato visse quel periodo di lenta decadenza che contraddistinse tutto il resto della penisola italiana, con la stagnazione dei commerci, le pestilenze, il provincialismo. La casa regnante non solo non seppe porre rimedio a questi problemi, ma anzi ne accelerò l'impatto con un governo mediocre, caratterizzato da irresolutezza, matrimoni combinati (e mal assortiti o incautamente accordati), grevi influenze di consiglieri non disinteressati.
Non mancarono tuttavia degli isolati sprazzi di luce nella generale inerzia dei governanti, soprattutto per merito dei cardinali di casa Medici: la fondazione dell'Accademia del Cimento da parte del cardinale Leopoldo de' Medici, istituzione che continuò la ricerca scientifica secondo il metodo sperimentale di Galileo, o l'Accademia degli Immobili tramite il cardinale Giovan Carlo de' Medici, che fu all'origine del primo teatro "all'italiana", La Pergola, culla del melodramma.
Il resto fu caratterizzato da un'amministrazione sempre più apatica, ormai lontana dalle glorie del passato, come il lungo governo di Cosimo III, sordo alle richieste di un popolo sempre più affamato e in miseria per l'ingiusto gravare delle imposte, alle quali rispose beffardamente con una costosissima pompa spagnolesca della corte.

Già alla sua epoca si presentò drammaticamente il problema della successione: dei suoi tre figli il maggiore (il gran principe Ferdinando) morì di sifilide a cinquant'anni senza eredi, sua sorella Anna Maria Luisa fu sterile e suo fratello Gian Gastone fu manifestamente omosessuale e non propenso a sposare. Mentre il destino del Granducato di Toscana veniva deciso a tavolino dagli altri sovrani europei, la preminenza politica e civile della famiglia dei Medici sfumava definitivamente. Dopo la sua morte il Granducato passò agli Asburgo-Lorena. 

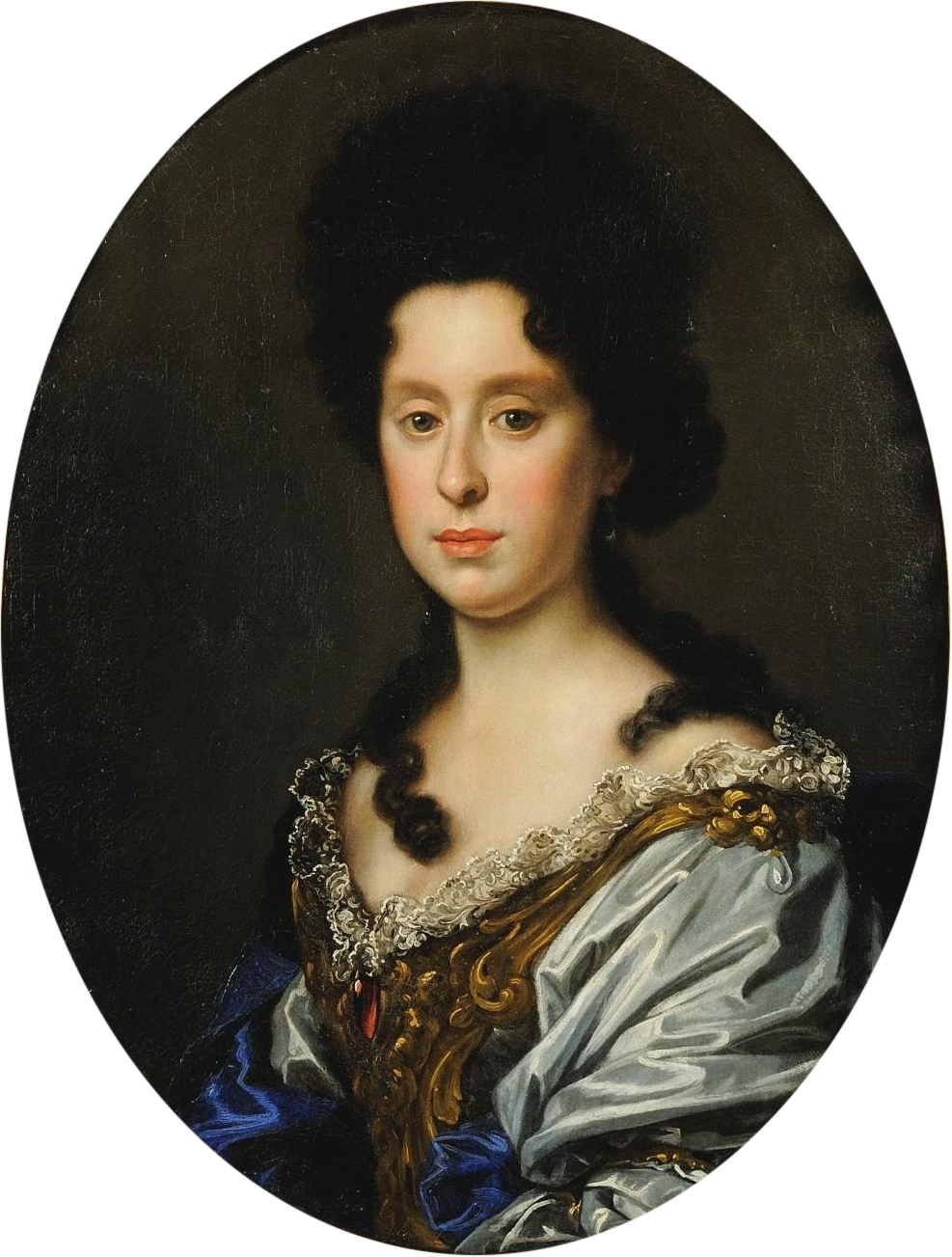
Antonio Franchi, ritratto di
Anna Maria Luisa de' Medici
olio su tela, ~1690-1691
Galleria Palatina

#### Patto di famiglia
L'ultimo atto della casata fu comunque degno della loro fama: nel 1737 Anna Maria Luisa stipulò con i nuovi successori Asburgo-Lorena il cosiddetto "Patto di Famiglia" che stabiliva che essi non potessero trasportare «o levare fuori della Capitale e dello Stato del Granducato, Gallerie, Quadri, Statue, Biblioteche, Gioje ed altre cose preziose, della successione del Serenissimo GranDuca, affinché esse rimanessero per ornamento dello Stato, per utilità del Pubblico e per attirare la curiosità dei Forestieri».
Il patto non fu integralmente rispettato dai nuovi granduchi, ma permise comunque che Firenze non perdesse la gran parte delle opere d'arte e che non subisse la sorte, ad esempio, di Mantova o di Urbino, che all'estinzione della casata dei Gonzaga o dei Della Rovere vennero letteralmente svuotate dei tesori artistici e culturali. Se i molti capolavori degli Uffizi, di Palazzo Pitti, della Biblioteca Medicea Laurenziana - solo per citare alcuni degli esempi più illustri - si possono ancora ammirare a Firenze e non a Vienna o in qualche altra città, lo si deve sicuramente alla saggezza, alla fermezza e alla lungimiranza di Anna Maria Luisa de' Medici.

## Tavole genealogiche di sintesi

### Origini
Uno sguardo alle origini ed allo sviluppo dei vari rami della famiglia.
|                    |                      |                      |                      |                      |                    |                      |                      |                      |                          |                          |                    |                      |                      |                   |                          |                          |                         |                         |                 |                          |                          |                   |                    |                    |                     |                     |                                   |                   |                         |                         |                         |                         |                    |                  |                     |                     |                     |                  |
|                    |                      |                      |                      |                      |                    |                      |                      |                      |                          |                          |                    |                      |                      |                   |                          |                          |                         |                         |                 |                          |                          |                   |                    |                    |                     |                     | Medico di Potrone *1046? †1102    |                   |                         |                         |                         |                         |                    |                  |                     |                     |                     |                  |
|                    |                      |                      |                      |                      |                    |                      |                      |                      |                          |                          |                    |                      |                      |                   |                          |                          |                         |                         |                 |                          |                          |                   |                    |                    |                     |                     |                                   |                   |                         |                         |                         |                         |                    |                  |                     |                     |                     |                  |
|                    |                      |                      |                      |                      |                    |                      |                      |                      |                          |                          |                    |                      |                      |                   |                          |                          |                         |                         |                 |                          |                          |                   |                    |                    |                     |                     |                                   |                   |                         |                         |                         |                         |                    |                  |                     |                     |                     |                  |
|                    |                      |                      |                      |                      |                    |                      |                      |                      |                          |                          |                    |                      |                      |                   |                          |                          |                         |                         |                 |                          |                          |                   |                    |                    |                     |                     | Bono *1046? †1102                 |                   |                         |                         |                         |                         |                    |                  |                     |                     |                     |                  |
|                    |                      |                      |                      |                      |                    |                      |                      |                      |                          |                          |                    |                      |                      |                   |                          |                          |                         |                         |                 |                          |                          |                   |                    |                    |                     |                     |                                   |                   |                         |                         |                         |                         |                    |                  |                     |                     |                     |                  |
|                    |                      |                      |                      |                      |                    |                      |                      |                      |                          |                          |                    |                      |                      |                   |                          |                          |                         |                         |                 |                          |                          |                   |                    |                    |                     |                     |                                   |                   |                         |                         |                         |                         |                    |                  |                     |                     |                     |                  |
|                    |                      |                      |                      |                      |                    |                      |                      |                      |                          |                          |                    |                      |                      |                   |                          |                          |                         |                         |                 |                          |                          |                   |                    |                    |                     |                     | Bernardo *1099? †1147             |                   |                         |                         |                         |                         |                    |                  |                     |                     |                     |                  |
|                    |                      |                      |                      |                      |                    |                      |                      |                      |                          |                          |                    |                      |                      |                   |                          |                          |                         |                         |                 |                          |                          |                   |                    |                    |                     |                     |                                   |                   |                         |                         |                         |                         |                    |                  |                     |                     |                     |                  |
|                    |                      |                      |                      |                      |                    |                      |                      |                      |                          |                          |                    |                      |                      |                   |                          |                          |                         |                         |                 |                          |                          |                   |                    |                    |                     |                     |                                   |                   |                         |                         |                         |                         |                    |                  |                     |                     |                     |                  |
|                    |                      |                      |                      |                      |                    |                      |                      |                      |                          |                          |                    |                      |                      |                   |                          |                          |                         |                         |                 |                          |                          |                   |                    |                    |                     |                     | Giambuono de' Medici *1131? †1192 |                   |                         |                         |                         |                         |                    |                  |                     |                     |                     |                  |
|                    |                      |                      |                      |                      |                    |                      |                      |                      |                          |                          |                    |                      |                      |                   |                          |                          |                         |                         |                 |                          |                          |                   |                    |                    |                     |                     |                                   |                   |                         |                         |                         |                         |                    |                  |                     |                     |                     |                  |
|                    |                      |                      |                      |                      |                    |                      |                      |                      |                          |                          |                    |                      |                      |                   |                          |                          |                         |                         |                 |                          |                          |                   |                    |                    |                     |                     |                                   |                   |                         |                         |                         |                         |                    |                  |                     |                     |                     |                  |
|                    |                      |                      |                      |                      |                    |                      |                      |                      |                          |                          |                    |                      |                      |                   |                          |                          |                         |                         |                 | Chiarissimo *1167? †1210 | Chiarissimo *1167? †1210 |                   |                    |                    |                     |                     |                                   |                   |                         |                         |                         |                         |                    |                  | Bonagiunta *? †1226 | Bonagiunta *? †1226 |                     |                  |
|                    |                      |                      |                      |                      |                    |                      |                      |                      |                          |                          |                    |                      |                      |                   |                          |                          |                         |                         |                 |                          |                          |                   |                    |                    |                     |                     |                                   |                   |                         |                         |                         |                         |                    |                  |                     |                     |                     |                  |
|                    |                      |                      |                      |                      |                    |                      |                      |                      |                          |                          |                    |                      |                      |                   |                          |                          |                         |                         |                 |                          |                          |                   |                    |                    |                     |                     |                                   |                   |                         |                         |                         |                         |                    |                  |                     |                     |                     |                  |
|                    |                      |                      |                      |                      |                    |                      |                      |                      |                          |                          |                    |                      |                      |                   |                          |                          |                         |                         |                 | Filippo *? †?            | Filippo *? †?            |                   |                    |                    |                     |                     |                                   |                   |                         |                         |                         |                         |                    | Ugo *? †?        | Ugo *? †?           | Galgano *? †?       | Galgano *? †?       |                  |
|                    |                      |                      |                      |                      |                    |                      |                      |                      |                          |                          |                    |                      |                      |                   |                          |                          |                         |                         |                 |                          |                          |                   |                    |                    |                     |                     |                                   |                   |                         |                         |                         |                         |                    |                  |                     |                     |                     |                  |
|                    |                      |                      |                      |                      |                    |                      |                      |                      |                          |                          |                    |                      |                      |                   |                          |                          |                         |                         |                 |                          |                          |                   |                    |                    |                     |                     |                                   |                   |                         |                         |                         |                         |                    |                  |                     |                     |                     |                  |
|                    |                      |                      |                      |                      |                    |                      |                      |                      |                          |                          |                    | Averardo fl. 1280    | Averardo fl. 1280    |                   |                          |                          |                         |                         |                 | Ranieri *? †?            | Ranieri *? †?            |                   |                    |                    |                     |                     |                                   |                   | Chiarissimo fl. 1253    | Chiarissimo fl. 1253    |                         |                         | Scolaio fl. 1269   | Scolaio fl. 1269 | Galgano fl. 1269    | Galgano fl. 1269    |                     |                  |
|                    |                      |                      |                      |                      |                    |                      |                      |                      |                          |                          |                    |                      |                      |                   |                          |                          |                         |                         |                 |                          |                          |                   |                    |                    |                     |                     |                                   |                   |                         |                         |                         |                         |                    |                  |                     |                     |                     |                  |
|                    |                      |                      |                      |                      |                    |                      |                      |                      |                          |                          |                    |                      |                      |                   |                          |                          |                         |                         |                 |                          |                          |                   |                    |                    |                     |                     |                                   |                   |                         |                         |                         |                         |                    |                  |                     |                     |                     |                  |
|                    |                      |                      |                      |                      |                    |                      |                      |                      |                          |                          |                    | Averardo *1270 †1319 | Averardo *1270 †1319 |                   |                          |                          |                         |                         |                 |                          |                          |                   |                    |                    |                     | Filippo *? †1290    | Filippo *? †1290                  | Ugolino *? †1301  | Ugolino *? †1301        | Manno *? †?             | Manno *? †?             | Giambuono *1260 †?      | Giambuono *1260 †? | Arrigo *? †?     | Arrigo *? †?        | Bonagiunta fl. 1278 | Bonagiunta fl. 1278 |                  |
|                    |                      |                      |                      |                      |                    |                      |                      |                      |                          |                          |                    |                      |                      |                   |                          |                          |                         |                         |                 |                          |                          |                   |                    |                    |                     |                     |                                   |                   |                         |                         |                         |                         |                    |                  |                     |                     |                     |                  |
|                    |                      |                      |                      |                      |                    |                      |                      |                      |                          |                          |                    |                      |                      |                   |                          |                          |                         |                         |                 |                          |                          |                   |                    |                    |                     |                     |                                   |                   |                         |                         |                         |                         |                    |                  |                     |                     |                     |                  |
|                    |                      |                      | Salvestro *? †1346   | Salvestro *? †1346   |                    |                      |                      |                      |                          |                          |                    |                      |                      |                   | Giovenco *? †1320        | Giovenco *? †1320        |                         |                         |                 |                          | Conte fl. 1330           | Conte fl. 1330    | Arrigo *? †1348    | Arrigo *? †1348    | Bonino fl. 1312     | Bonino fl. 1312     | Cambio *? †~1356                  | Cambio *? †~1356  | Alamanno *? †1355       | Alamanno *? †1355       | Bernardo fl. 1322       | Bernardo fl. 1322       | Lippo fl. 1306     | Lippo fl. 1306   | Guccio *1298 †1315  | Guccio *1298 †1315  | Ardingo fl. 1343    | Ardingo fl. 1343 |
|                    |                      |                      |                      |                      |                    |                      |                      |                      |                          |                          |                    |                      |                      |                   |                          |                          |                         |                         |                 |                          |                          |                   |                    |                    |                     |                     |                                   |                   |                         |                         |                         |                         |                    |                  |                     |                     |                     |                  |
|                    |                      |                      |                      |                      |                    |                      |                      |                      |                          |                          |                    |                      |                      |                   |                          |                          |                         |                         |                 |                          |                          |                   |                    |                    |                     |                     |                                   |                   |                         |                         |                         |                         |                    |                  |                     |                     |                     |                  |
|                    |                      |                      | Averardo *1310 †1363 | Averardo *1310 †1363 |                    |                      |                      |                      |                          |                          |                    |                      | Giuliano *? †1377    | Giuliano *? †1377 |                          |                          | Francesco *? †?         | Francesco *? †?         | Jacopo *? †1348 | Jacopo *? †1348          | Foligno fl. 1378         | Foligno fl. 1378  | Giovanni *? †~1382 | Giovanni *? †~1382 | · Bonino di Filippo | · Bonino di Filippo | Vieri *1323 †1395                 | Vieri *1323 †1395 | · Alamanno di Filippo   | · Alamanno di Filippo   | · Bernardo di Giambuono | · Bernardo di Giambuono | Coppo *1330 †?     | Coppo *1330 †?   |                     |                     | Francesco *? †?     | Francesco *? †?  |
|                    |                      |                      |                      |                      |                    |                      |                      |                      |                          |                          |                    |                      |                      |                   |                          |                          |                         |                         |                 |                          |                          |                   |                    |                    |                     |                     |                                   |                   |                         |                         |                         |                         |                    |                  |                     |                     |                     |                  |
|                    |                      |                      |                      |                      |                    |                      |                      |                      |                          |                          |                    |                      |                      |                   |                          |                          |                         |                         |                 |                          |                          |                   |                    |                    |                     |                     |                                   |                   |                         |                         |                         |                         |                    |                  |                     |                     |                     |                  |
|                    | Giovanni *1360 †1429 | Giovanni *1360 †1429 |                      |                      | Francesco *? †1402 | Francesco *? †1402   |                      |                      |                          |                          | Antonio *? †?      | Antonio *? †?        | 2 figli              | 2 figli           | Giuliano *? †?           | Giuliano *? †?           | · Francesco di Giovenco | · Francesco di Giovenco | Conte *? †1374  | Conte *? †1374           | Michele *? †1400         | Michele *? †1400  |                    |                    |                     |                     | · Vieri di Cambio                 | · Vieri di Cambio | · Salvestro di Alamanno | · Salvestro di Alamanno |                         |                         | · Medici di Zara   | · Medici di Zara |                     |                     | ?                   | ?                |
|                    |                      |                      |                      |                      |                    |                      |                      |                      |                          |                          |                    |                      |                      |                   |                          |                          |                         |                         |                 |                          |                          |                   |                    |                    |                     |                     |                                   |                   |                         |                         |                         |                         |                    |                  |                     |                     |                     |                  |
|                    |                      |                      |                      |                      |                    |                      |                      |                      |                          |                          |                    |                      |                      |                   |                          |                          |                         |                         |                 |                          |                          |                   |                    |                    |                     |                     |                                   |                   |                         |                         |                         |                         |                    |                  |                     |                     |                     |                  |
| Cosimo *1389 †1464 | Cosimo *1389 †1464   | Lorenzo *1394 †1440  | Lorenzo *1394 †1440  | Malatesta †1406      | Malatesta †1406    | Averardo *1373 †1435 | Averardo *1373 †1435 |                      | Bernardetto *1393 †1465? | Bernardetto *1393 †1465? | Giovanni *? †1475? | Giovanni *? †1475?   | 3 figli              | 3 figli           | · Castellina Tornaquinci | · Castellina Tornaquinci |                         |                         |                 |                          | Giovanni *? †1400        | Giovanni *? †1400 |                    |                    |                     |                     |                                   |                   |                         |                         |                         |                         |                    |                  |                     |                     | Fantino fl. 1426    | Fantino fl. 1426 |
|                    |                      |                      |                      |                      |                    |                      |                      |                      |                          |                          |                    |                      |                      |                   |                          |                          |                         |                         |                 |                          |                          |                   |                    |                    |                     |                     |                                   |                   |                         |                         |                         |                         |                    |                  |                     |                     |                     |                  |
|                    |                      |                      |                      |                      |                    |                      |                      |                      |                          |                          |                    |                      |                      |                   |                          |                          |                         |                         |                 |                          |                          |                   |                    |                    |                     |                     |                                   |                   |                         |                         |                         |                         |                    |                  |                     |                     |                     |                  |
| · Cafaggiolo       | · Cafaggiolo         | · Popolano [Trebbio] | · Popolano [Trebbio] |                      |                    | Giuliano *1396 †1467 | Giuliano *1396 †1467 |                      | · Bernardetto di Antonio | · Bernardetto di Antonio |                    |                      |                      |                   |                          |                          |                         |                         |                 |                          |                          |                   |                    |                    |                     |                     |                                   |                   |                         |                         |                         |                         |                    |                  |                     |                     |                     |                  |
|                    |                      |                      |                      |                      |                    |                      |                      |                      |                          |                          |                    |                      |                      |                   |                          |                          |                         |                         |                 |                          |                          |                   |                    |                    |                     |                     |                                   |                   |                         |                         |                         |                         |                    |                  |                     |                     |                     |                  |
|                    |                      |                      |                      |                      |                    |                      |                      |                      |                          |                          |                    |                      |                      |                   |                          |                          |                         |                         |                 |                          |                          |                   |                    |                    |                     |                     |                                   |                   |                         |                         |                         |                         |                    |                  |                     |                     |                     |                  |
|                    |                      | · Linea Granducale   | · Linea Granducale   |                      |                    | Francesco *1415 †?   | Francesco *1415 †?   | · Patrizi fiorentini | · Patrizi fiorentini     | · Medici Ottajano        | · Medici Ottajano  |                      |                      |                   |                          |                          |                         |                         |                 |                          |                          |                   |                    |                    |                     |                     |                                   |                   |                         |                         |                         |                         |                    |                  |                     |                     |                     |                  |
|                    |                      |                      |                      |                      |                    |                      |                      |                      |                          |                          |                    |                      |                      |                   |                          |                          |                         |                         |                 |                          |                          |                   |                    |                    |                     |                     |                                   |                   |                         |                         |                         |                         |                    |                  |                     |                     |                     |                  |
|                    |                      |                      |                      |                      |                    |                      |                      |                      |                          |                          |                    |                      |                      |                   |                          |                          |                         |                         |                 |                          |                          |                   |                    |                    |                     |                     |                                   |                   |                         |                         |                         |                         |                    |                  |                     |                     |                     |                  |
|                    |                      |                      |                      |                      |                    |                      |                      | · Peruzzi de' Medici |                          |                          |                    |                      |                      |                   |                          |                          |                         |                         |                 |                          |                          |                   |                    |                    |                     |                     |                                   |                   |                         |                         |                         |                         |                    |                  |                     |                     |                     |                  |

### Massimo splendore
Visione d'insieme del periodo di massimo splendore della famiglia Medici che riunisce, principalmente, i rami Cafaggiolo, Popolano e Granducale. Durante questa fase la famiglia Medici espresse tre papi, sette cardinali, un arcivescovo, sette granduchi, due regine consorti di Francia reggenti, la più potente banca del XV secolo, Lorenzo il Magnifico e Giovanni delle Bande Nere.
|                                                   |                                                   |                         |                        |                      |                                   |                                   |                                    |                                    |                                      |                                      |                             |                              |                              |                             |                                   |                                   |                           |                                                   |                                                   |                          |                           |                                        |                                        |                                      |                    |                    |                |                                 |                                 |
|                                                   |                                                   |                         |                        |                      |                                   |                                   |                                    |                                    |                                      |                                      |                             |                              |                              |                             |                                   |                                   |                           |                                                   |                                                   | · Ramo Principale        |                           |                                        |                                        |                                      |                    |                    |                |                                 |                                 |
|                                                   |                                                   |                         |                        |                      |                                   |                                   |                                    |                                    |                                      |                                      |                             |                              |                              |                             |                                   |                                   |                           |                                                   |                                                   |                          |                           |                                        |                                        |                                      |                    |                    |                |                                 |                                 |
|                                                   |                                                   |                         |                        |                      |                                   |                                   |                                    |                                    |                                      |                                      |                             |                              |                              |                             |                                   |                                   |                           |                                                   |                                                   |                          |                           |                                        |                                        |                                      |                    |                    |                |                                 |                                 |
|                                                   |                                                   |                         |                        |                      |                                   |                                   |                                    |                                    |                                      |                                      |                             |                              |                              |                             |                                   |                                   |                           |                                                   |                                                   | Averardo *1270 †1319     |                           |                                        |                                        |                                      |                    |                    |                |                                 |                                 |
|                                                   |                                                   |                         |                        |                      |                                   |                                   |                                    |                                    |                                      |                                      |                             |                              |                              |                             |                                   |                                   |                           |                                                   |                                                   |                          |                           |                                        |                                        |                                      |                    |                    |                |                                 |                                 |
|                                                   |                                                   |                         |                        |                      |                                   |                                   |                                    |                                    |                                      |                                      |                             |                              |                              |                             |                                   |                                   |                           |                                                   |                                                   |                          |                           |                                        |                                        |                                      |                    |                    |                |                                 |                                 |
|                                                   |                                                   |                         |                        |                      |                                   |                                   |                                    |                                    |                                      |                                      |                             |                              |                              | Salvestro *? †1346          | Salvestro *? †1346                |                                   |                           |                                                   |                                                   |                          |                           |                                        | Giovenco *? †1320                      | Giovenco *? †1320                    |                    |                    | Conte fl. 1330 | Conte fl. 1330                  |                                 |
|                                                   |                                                   |                         |                        |                      |                                   |                                   |                                    |                                    |                                      |                                      |                             |                              |                              |                             |                                   |                                   |                           |                                                   |                                                   |                          |                           |                                        |                                        |                                      |                    |                    |                |                                 |                                 |
|                                                   |                                                   |                         |                        |                      |                                   |                                   |                                    |                                    |                                      |                                      |                             |                              |                              |                             |                                   |                                   |                           |                                                   |                                                   |                          |                           |                                        |                                        |                                      |                    |                    |                |                                 |                                 |
|                                                   |                                                   |                         |                        |                      |                                   |                                   |                                    |                                    |                                      |                                      |                             |                              |                              | Averardo *1310 †1363        | Averardo *1310 †1363              |                                   |                           |                                                   |                                                   |                          |                           | Giuliano *? †1377                      | Giuliano *? †1377                      |                                      | Francesco *? †?    | Francesco *? †?    | · discendenza  | · discendenza                   |                                 |
|                                                   |                                                   |                         |                        |                      |                                   |                                   |                                    |                                    |                                      |                                      |                             |                              |                              |                             |                                   |                                   |                           |                                                   |                                                   |                          |                           |                                        |                                        |                                      |                    |                    |                |                                 |                                 |
|                                                   |                                                   |                         |                        |                      |                                   |                                   |                                    |                                    |                                      |                                      |                             |                              |                              |                             |                                   |                                   |                           |                                                   |                                                   |                          |                           |                                        |                                        |                                      |                    |                    |                |                                 |                                 |
|                                                   |                                                   |                         |                        |                      |                                   |                                   |                                    |                                    |                                      |                                      | Giovanni *1360 †1429        | Giovanni *1360 †1429         |                              |                             |                                   |                                   | Francesco *? †1402        | Francesco *? †1402                                |                                                   |                          | Antonio *? †?             | Antonio *? †?                          | Giuliano *? †?                         | Giuliano *? †?                       | · discendenza      | · discendenza      |                |                                 |                                 |
|                                                   |                                                   |                         |                        |                      |                                   |                                   |                                    |                                    |                                      |                                      |                             |                              |                              |                             |                                   |                                   |                           |                                                   |                                                   |                          |                           |                                        |                                        |                                      |                    |                    |                |                                 |                                 |
|                                                   |                                                   |                         |                        |                      |                                   |                                   |                                    |                                    |                                      |                                      |                             |                              |                              |                             |                                   |                                   |                           |                                                   |                                                   |                          |                           |                                        |                                        |                                      |                    |                    |                |                                 |                                 |
|                                                   |                                                   |                         |                        |                      |                                   |                                   | Ramo Cafaggiolo Cosimo *1389 †1464 | Ramo Cafaggiolo Cosimo *1389 †1464 |                                      |                                      |                             |                              |                              |                             | Ramo Popolano Lorenzo *1394 †1440 | Ramo Popolano Lorenzo *1394 †1440 | · discendenza             | · discendenza                                     |                                                   |                          | Bernardetto *1393 †1465?  | Bernardetto *1393 †1465?               | · discendenza                          | · discendenza                        |                    |                    |                |                                 |                                 |
|                                                   |                                                   |                         |                        |                      |                                   |                                   |                                    |                                    |                                      |                                      |                             |                              |                              |                             |                                   |                                   |                           |                                                   |                                                   |                          |                           |                                        |                                        |                                      |                    |                    |                |                                 |                                 |
|                                                   |                                                   |                         |                        |                      |                                   |                                   |                                    |                                    |                                      |                                      |                             |                              |                              |                             |                                   |                                   |                           |                                                   |                                                   |                          |                           |                                        |                                        |                                      |                    |                    |                |                                 |                                 |
|                                                   |                                                   |                         |                        |                      | Piero *1416 †1469                 | Piero *1416 †1469                 | Giovanni *1421 †1463               | Giovanni *1421 †1463               | Carlo *1428 †1492                    | Carlo *1428 †1492                    |                             |                              |                              | Francesco *? †?             | Francesco *? †?                   | Pierfrancesco *1430 †1476         | Pierfrancesco *1430 †1476 |                                                   |                                                   | Averardo fl. 1513        | Averardo fl. 1513         | Lorenzo fl. 1490                       | Lorenzo fl. 1490                       |                                      |                    |                    |                |                                 |                                 |
|                                                   |                                                   |                         |                        |                      |                                   |                                   |                                    |                                    |                                      |                                      |                             |                              |                              |                             |                                   |                                   |                           |                                                   |                                                   |                          |                           |                                        |                                        |                                      |                    |                    |                |                                 |                                 |
|                                                   |                                                   |                         |                        |                      |                                   |                                   |                                    |                                    |                                      |                                      |                             |                              |                              |                             |                                   |                                   |                           |                                                   |                                                   |                          |                           |                                        |                                        |                                      |                    |                    |                |                                 |                                 |
|                                                   | Giovanni * ante 1444 †?                           | Giovanni * ante 1444 †? | Lorenzo *1449 †1492    | Lorenzo *1449 †1492  |                                   |                                   |                                    |                                    | Giuliano *1453 †1478                 | Giuliano *1453 †1478                 |                             |                              |                              | Lorenzo *1463 †1503         | Lorenzo *1463 †1503               |                                   |                           | Giovanni *1467 †1498                              | Giovanni *1467 †1498                              | · discendenza            | · discendenza             | Ramo di Ottajano Ottaviano *1482 †1546 | Ramo di Ottajano Ottaviano *1482 †1546 |                                      |                    |                    |                |                                 |                                 |
|                                                   |                                                   |                         |                        |                      |                                   |                                   |                                    |                                    |                                      |                                      |                             |                              |                              |                             |                                   |                                   |                           |                                                   |                                                   |                          |                           |                                        |                                        |                                      |                    |                    |                |                                 |                                 |
|                                                   |                                                   |                         |                        |                      |                                   |                                   |                                    |                                    |                                      |                                      |                             |                              |                              |                             |                                   |                                   |                           |                                                   |                                                   |                          |                           |                                        |                                        |                                      |                    |                    |                |                                 |                                 |
| Lucrezia *1470 †1553 ⚭ Jacopo Salviati 1461 †1533 | Lucrezia *1470 †1553 ⚭ Jacopo Salviati 1461 †1533 |                         | Piero *1472 †1503      | Piero *1472 †1503    | Giovanni Papa Leone X *1475 †1521 | Giovanni Papa Leone X *1475 †1521 | Giuliano *1479 †1516               | Giuliano *1479 †1516               | Giulio Papa Clemente VII *1478 †1534 | Giulio Papa Clemente VII *1478 †1534 |                             | Pierfrancesco *1487 †1525    | Pierfrancesco *1487 †1525    | Averardo *? †?              | Averardo *? †?                    | Vincenzo *? †?                    | Vincenzo *? †?            | Ludovico *1498 †1526 ⚭ Maria Salviati *1499 †1543 | Ludovico *1498 †1526 ⚭ Maria Salviati *1499 †1543 |                          | Bernardetto *? post †1579 | Bernardetto *? post †1579              | Alessandro Papa Leone XI *1535 †1605   | Alessandro Papa Leone XI *1535 †1605 |                    |                    |                |                                 |                                 |
|                                                   |                                                   |                         |                        |                      |                                   |                                   |                                    |                                    |                                      |                                      |                             |                              |                              |                             |                                   |                                   |                           |                                                   |                                                   |                          |                           |                                        |                                        |                                      |                    |                    |                |                                 |                                 |
|                                                   |                                                   |                         |                        |                      |                                   |                                   |                                    |                                    |                                      |                                      |                             |                              |                              |                             |                                   |                                   |                           |                                                   |                                                   |                          |                           |                                        |                                        |                                      |                    |                    |                |                                 |                                 |
| Maria Salviati *1499 †1543 ⚭ Ludovico *1498 †1526 | Maria Salviati *1499 †1543 ⚭ Ludovico *1498 †1526 |                         | Lorenzo *1492 †1519    | Lorenzo *1492 †1519  |                                   |                                   | Ippolito *1511 †1535               | Ippolito *1511 †1535               |                                      |                                      | Lorenzino *1514 †1548       | Lorenzino *1514 †1548        | Giuliano *1520 †1588         | Giuliano *1520 †1588        |                                   |                                   |                           | Ramo Granducale Cosimo I *1519 †1574              | Ramo Granducale Cosimo I *1519 †1574              |                          | · discendenza             | · discendenza                          |                                        |                                      |                    |                    |                |                                 |                                 |
|                                                   |                                                   |                         |                        |                      |                                   |                                   |                                    |                                    |                                      |                                      |                             |                              |                              |                             |                                   |                                   |                           |                                                   |                                                   |                          |                           |                                        |                                        |                                      |                    |                    |                |                                 |                                 |
|                                                   |                                                   |                         |                        |                      |                                   |                                   |                                    |                                    |                                      |                                      |                             |                              |                              |                             |                                   |                                   |                           |                                                   |                                                   |                          |                           |                                        |                                        |                                      |                    |                    |                |                                 |                                 |
| · Ramo Granducale                                 | · Ramo Granducale                                 | Alessandro *1510 †1537  | Alessandro *1510 †1537 | Caterina *1519 †1589 | Caterina *1519 †1589              |                                   | Asdrubale *? †1565                 | Asdrubale *? †1565                 | Francesco I *1541 †1587              | Francesco I *1541 †1587              |                             |                              |                              | Giovanni *1543 †1562        | Giovanni *1543 †1562              |                                   |                           |                                                   | Ferdinando I *1549 †1609                          | Ferdinando I *1549 †1609 |                           |                                        |                                        |                                      | Pietro *1554 †1604 | Pietro *1554 †1604 |                | Giovanni *1567 †1621            | Giovanni *1567 †1621            |
|                                                   |                                                   |                         |                        |                      |                                   |                                   |                                    |                                    |                                      |                                      |                             |                              |                              |                             |                                   |                                   |                           |                                                   |                                                   |                          |                           |                                        |                                        |                                      |                    |                    |                |                                 |                                 |
|                                                   |                                                   |                         |                        |                      |                                   |                                   |                                    |                                    |                                      |                                      |                             |                              |                              |                             |                                   |                                   |                           |                                                   |                                                   |                          |                           |                                        |                                        |                                      |                    |                    |                |                                 |                                 |
|                                                   |                                                   | Giulio *1527 †1600      | Giulio *1527 †1600     |                      |                                   |                                   | Maria *1575 †1642                  | Maria *1575 †1642                  | Antonio *1576 †1621                  | Antonio *1576 †1621                  | Filippo *1577 †1582         | Filippo *1577 †1582          |                              |                             |                                   | Cosimo II *1590 †1621             | Cosimo II *1590 †1621     | Francesco *1594 †1614                             | Francesco *1594 †1614                             | Carlo *1595 †1666        | Carlo *1595 †1666         | Lorenzo *1599 †1648                    | Lorenzo *1599 †1648                    | Pietro *1592 †1654                   | Pietro *1592 †1654 | Cosimo *? †?       | Cosimo *? †?   | Gianfrancesco Maria *1619 †1689 | Gianfrancesco Maria *1619 †1689 |
|                                                   |                                                   |                         |                        |                      |                                   |                                   |                                    |                                    |                                      |                                      |                             |                              |                              |                             |                                   |                                   |                           |                                                   |                                                   |                          |                           |                                        |                                        |                                      |                    |                    |                |                                 |                                 |
|                                                   |                                                   |                         |                        |                      |                                   |                                   |                                    |                                    |                                      |                                      |                             |                              |                              |                             |                                   |                                   |                           |                                                   |                                                   |                          |                           |                                        |                                        |                                      |                    |                    |                |                                 |                                 |
|                                                   | Cosimo *~1550 †~1630                              | Cosimo *~1550 †~1630    | Giuliano *? †?         | Giuliano *? †?       |                                   |                                   | Paolo *1616 †1656                  | Paolo *1616 †1656                  | Giulio *1617 †1670                   | Giulio *1617 †1670                   | Anton Francesco *1618 †1659 | Anton Francesco *1618 †1659  | Ferdinando II *1610 †1670    | Ferdinando II *1610 †1670   | Giovan Carlo *1611 †1663          | Giovan Carlo *1611 †1663          | Mattias *1613 †1667       | Mattias *1613 †1667                               | Leopoldo *1617 †1675                              | Leopoldo *1617 †1675     |                           |                                        |                                        |                                      |                    |                    |                |                                 |                                 |
|                                                   |                                                   |                         |                        |                      |                                   |                                   |                                    |                                    |                                      |                                      |                             |                              |                              |                             |                                   |                                   |                           |                                                   |                                                   |                          |                           |                                        |                                        |                                      |                    |                    |                |                                 |                                 |
|                                                   |                                                   |                         |                        |                      |                                   |                                   |                                    |                                    |                                      |                                      |                             |                              |                              |                             |                                   |                                   |                           |                                                   |                                                   |                          |                           |                                        |                                        |                                      |                    |                    |                |                                 |                                 |
|                                                   |                                                   |                         |                        |                      |                                   |                                   |                                    |                                    |                                      |                                      |                             | Cosimo III *1642 †1723       | Cosimo III *1642 †1723       | Francesco Maria *1660 †1711 | Francesco Maria *1660 †1711       |                                   |                           |                                                   |                                                   |                          |                           |                                        |                                        |                                      |                    |                    |                |                                 |                                 |
|                                                   |                                                   |                         |                        |                      |                                   |                                   |                                    |                                    |                                      |                                      |                             |                              |                              |                             |                                   |                                   |                           |                                                   |                                                   |                          |                           |                                        |                                        |                                      |                    |                    |                |                                 |                                 |
|                                                   |                                                   |                         |                        |                      |                                   |                                   |                                    |                                    |                                      |                                      |                             |                              |                              |                             |                                   |                                   |                           |                                                   |                                                   |                          |                           |                                        |                                        |                                      |                    |                    |                |                                 |                                 |
|                                                   |                                                   |                         |                        |                      |                                   |                                   |                                    |                                    |                                      | Ferdinando *1663 †1713               | Ferdinando *1663 †1713      | Anna Maria Luisa *1667 †1743 | Anna Maria Luisa *1667 †1743 | Gian Gastone *1671 †1737    | Gian Gastone *1671 †1737          |                                   |                           |                                                   |                                                   |                          |                           |                                        |                                        |                                      |                    |                    |                |                                 |                                 |

## Altri rami familiari

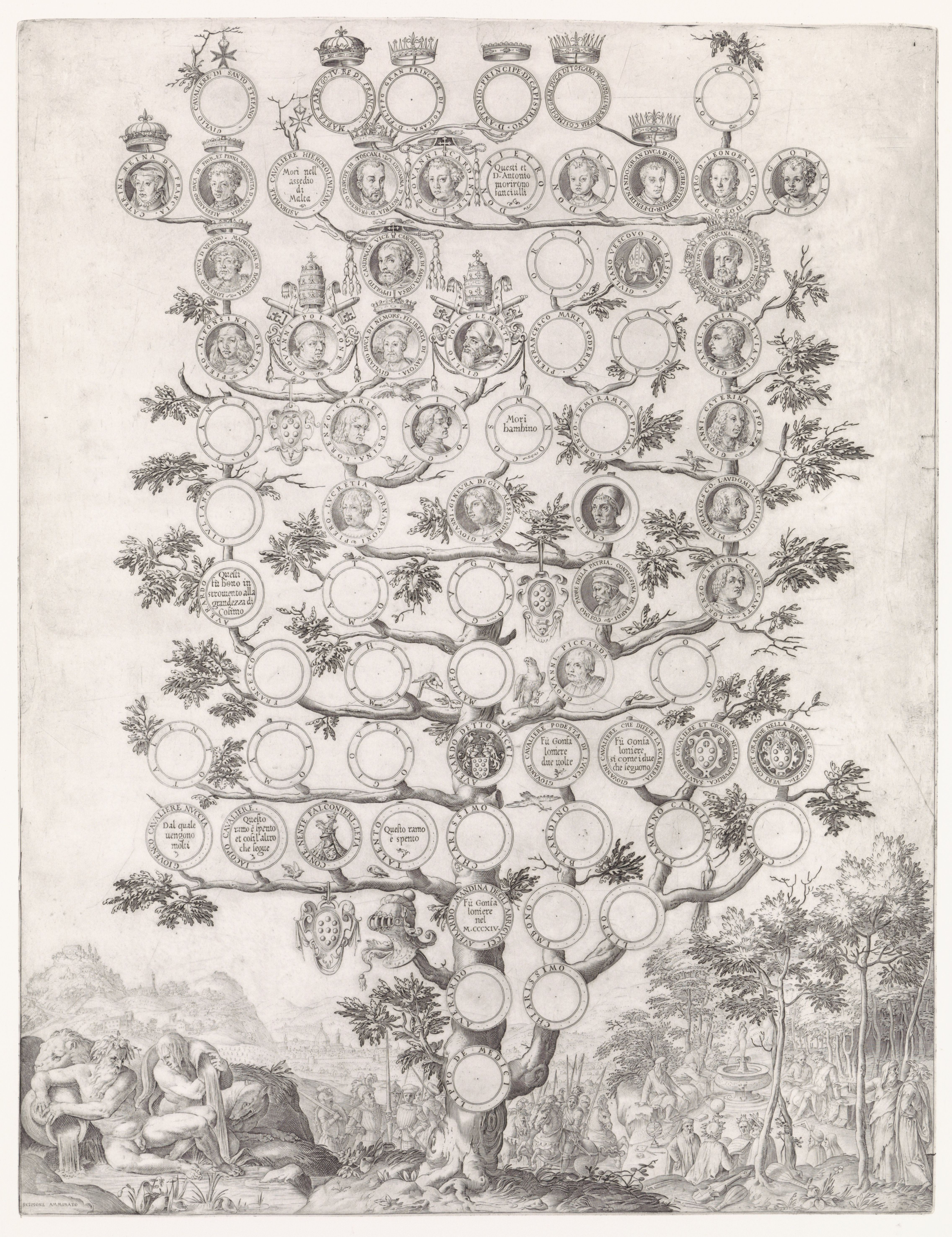
Albero genealogico sintetico della famiglia Medici tra il XIII e il XVI secolo

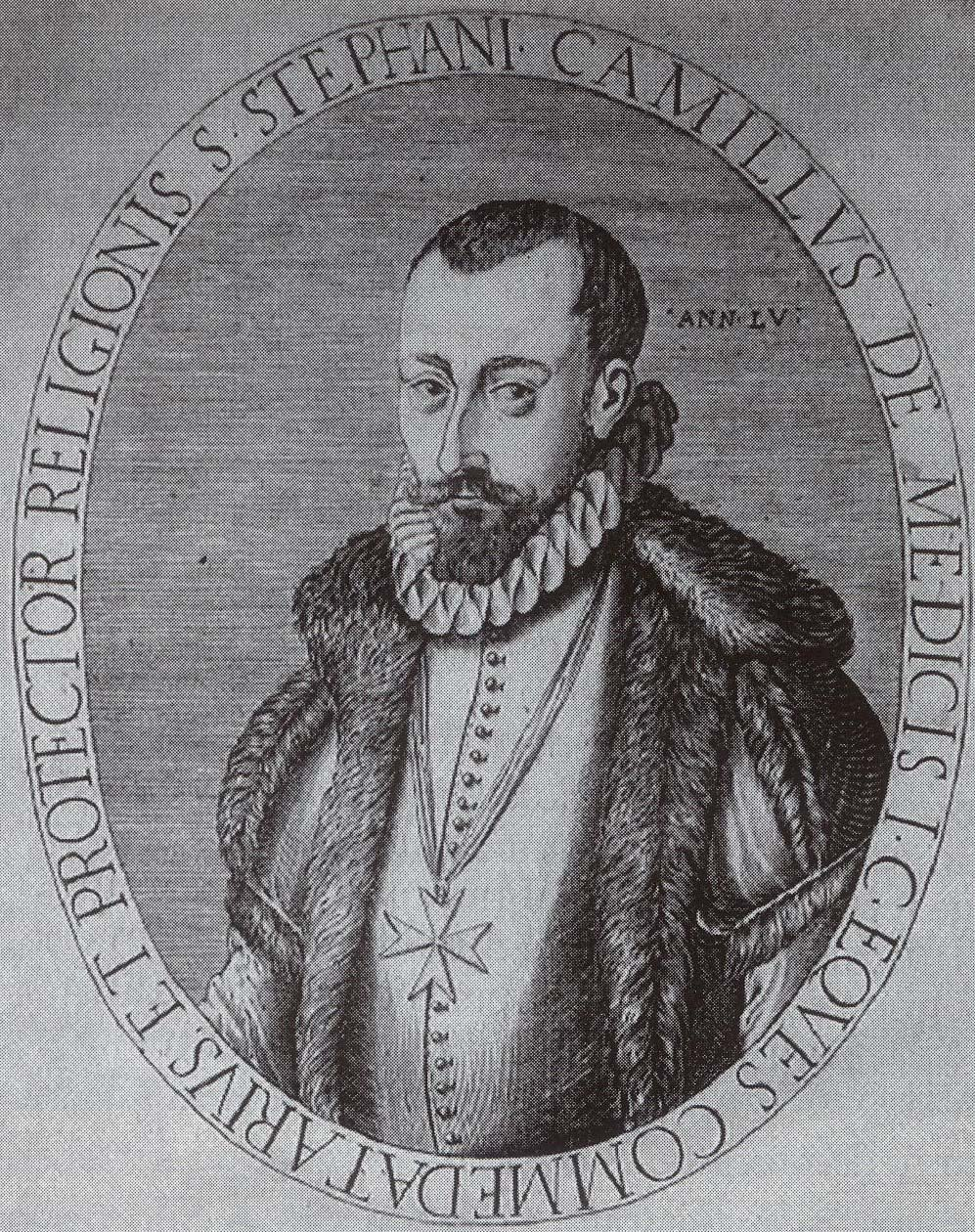
Ritratto di Camillo de' Medici di Gragnano (Incisione tratta da:)

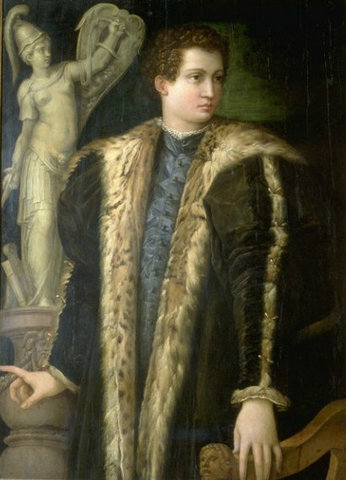
Giorgio Vasari, Ritratto di Bernardetto de' Medici, Bode-Museum.

Oltre al più celebre ramo principale di Giovanni di Bicci, diviso nel ramo di Cafaggiolo (di Cosimo il Vecchio) e quello Popolano (di Lorenzo il Vecchio) e riunito in un unico ramo detto Granducale con Cosimo I, esistono anche altri rami derivati, la cui scissione risale a prima del Trecento, con i cugini di Giovanni di Bicci, di suo padre Averardo de' Medici, eccetera. Tra questi rami altri tre hanno guadagnato col tempo la nobiltà o altri riconoscimenti.
1. Ramo Gragnano - Un ramo napoletano è verosimilmente quello di Gragnano, dove fin dal 1269 è documentato un tal Guglielmo, "giudice et percettore di collette" in Gragnano, città in cui la famiglia si sarebbe stabilita per sfuggire alle "guerre" che dilaniavano da ormai molti anni la città di Firenze[23]. Accanto alla cura degli interessi feudali, la stirpe era riuscita ad assicurarsi alte posizioni gerarchiche in campo politico, amministrativo, giuridico, e religioso. Si ricordino su tutti: Damiano di Napoli, familiare della regina Giovanna I nel 1343, Marino (o Marinello), nominato nel 1447 da Alfonso d'Aragona "miles secretis et magister portulanus terrae Hidruntiae provintiae Basilicatae", Stefano, governatore di Massa (ante 1522) e Sorrento, Cola (o Nicola), arcivescovo di Reggio nel 1284, Ascanio, arciprete di Gragnano dal 1579 al 1594, Camillo, celeberrimo giurista (1543-1598) e cavaliere commendatore dell'Ordine di Santo Stefano papa e martire, che riuscì a farsi eternare nel sepolcro di una delle più prestigiose chiese del seggio napoletano di Montagna, quella dei Santi Severino e Sossio. Ancora oggi antichi reperti architettonici disseminati fra varie chiese di Gragnano lasciano intendere lo spazio che i Medici riuscirono a ritagliarsi nella città, dove la loro sfera d'influenza comprendeva fin dalla prima metà del Quattrocento le chiese di San Marco, dell'Assunta, del Corpus Domini, di San Tommaso di Canterbury, il convento dei Carmelitani e quello degli Agostiniani Scalzi[24]. Nel 1863 lo storico Liguori la dichiarava ormai "del tutto estinta"[25].
2. Ramo Castellina Tornaquinci - Da Giovenco de' Medici, zio di Bicci, e da suo figlio primogenito Giuliano derivò il ramo dei Medici Tornaquinci, con Raffaele de' Medici che nel 1628 divenne il primo Marchese della Castellina; con il sesto Marchese, Francesco Giuseppe de' Medici, che aveva sposato Margherita Tornaquinci, dal 1730 i loro discendenti presero il nome di Medici Tornaquinci. Il ramo è tuttora esistente: Giuliano è il 15º marchese, dal 1977.
3. Ramo Francesco di Giovenco - Dall'ultimo figlio di Giovenco, Francesco, deriva un ramo di patrizi, estintosi nel 1820.
4. Ramo Ottajano - Dall'ultimo figlio di Giovenco, Antonio, derivò dopo tre generazioni un altro ramo napoletano, quello di Ottaviano de' Medici. Ottaviano de' Medici, che fece parte degli 8 di Balìa dal 1527, sposò in prime nozze Bartolomea Giugni, figlia di Alamanno Giugni ed ebbe due figli, Costanza, contessa di Donoratico e Bernardetto de' Medici. In seconde nozze Ottaviano de' Medici sposò Francesca Salviati, (figlia di Jacopo e di Lucrezia de' Medici e zia di Cosimo I), dalla quale ebbe un figlio, Alessandro de' Medici, che nel 1605 fu eletto papa con il nome di Leone XI. Tale pontificato, che avrebbe potuto portare grande prestigio a questo ramo, durò però solo 26 giorni. Bernardetto de' Medici acquistò nel 1567 da Cesare Gonzaga di Molfetta la Signoria dell'importante e grande feudo di Ottaiano (ora Ottaviano) vicino a Napoli, dando origine al ramo dei Medici di Ottajano. Questo ramo, come su detto, ebbe alcuni matrimoni con il ramo principale dei de' Medici. Infatti Francesca Salviati era anche nipote di Lorenzo il Magnifico. Bernardetto de' Medici sposò Giulia de' Medici, figlia naturale del Duca Alessandro de' Medici e di Margherita d'Austria, vedova di Francesco Cantelmo e nipote di Caterina de' Medici, Regina di Francia. Nel 1609 il nipote di Bernardetto e di Giulia de' Medici, don Bernardo, ebbe dal Re di Spagna il Titolo di "Principe di Ottajano" e un suo successore, Giuseppe I de Medici di Ottajano nel 1693 ottenne anche il titolo di Duca di Sarno e grazie a matrimoni con la nobiltà napoletana ottennero ancora altri titoli. All'estinzione del ramo regnante dei Medici di Toscana, il 4º Principe di Ottaiano, Giuseppe II, nel 1737 chiese di poter accedere alla successione in base alla sua discendenza, derivata dal Duca Alessandro de' Medici tramite sua figlia Giulia, però le sue istanze non vennero accolte. Questo ramo dei Principi de' Medici di Ottajano ebbe grossa influenza politica nel Regno di Napoli (poi dal 1815 Regno delle Due Sicilie). Infatti appartenne a questa famiglia Luigi de' Medici di Ottajano, il più importante statista del Regno di Napoli (poi Regno delle Due Sicilie). L'ultimo Medici principe di Ottajano in linea retta discendente da Bernardetto de' Medici fu don Giuseppe V de' Medici di Ottajano morto nel 1894 che fu il 10º principe di Ottajano, 8º duca di Sarno e 8º duca di Miranda. Estinto il ramo maschile con don Giuseppe V, i titoli di 11ª principessa di Ottajano, 9ª duchessa di Sarno e 9ª duchessa di Miranda, passarono (a seguito del D.M. del 2-10-1909 che confermò il diritto al ramo femminile) a sua sorella donna Angelica de' Medici di Ottajano morta nel 1912. Il ramo è tuttora esistente per diritto dinastico di ramo collaterale. Quindi, dopo don Giuseppe V de' Medici di Ottajano (+1894) e donna Angelica de' Medici di Ottajano (+1912), il titolo di 12º principe di Ottajano e di 10º duca di Sarno, a seguito del D.M. del 20-09-1912, fu riconosciuto a don Alberto Marino (+1925) (in quanto discendente da don Marino de' Medici di Ottajano (1774 - 1835) fratello cadetto di Michele II (1771 - 1832) che fu il 7º principe di Ottajano e 5º Duca di Sarno). A don Alberto Marino successe poi don Armando che fu il 13º principe di Ottajano e 11º duca di Sarno (morto nel 1983) e successivamente don Giovanni Battista (1939 - 2015) che è stato il 14º Principe di Ottajano e 12º Duca di Sarno. Alla sua morte (avvenuta il 3-2-2015) è succeduto don Giuliano che quindi ha assunto i titoli di 15º Principe di Ottajano e 13º Duca di Sarno. Dal 1959 altri discendenti ottennero di poter usare il cognome completo di Medici di Toscana di Ottaiano.
5. Ramo Salvestro di Alemanno - Da Chiarissimo de' Medici, fratello del trisavolo di Averardo, derivò un quinto ramo, quello di Salvestro de' Medici, che si estinse nelle rispettive sotto-ramificazioni a più riprese: nel 1620, nella prima metà del Settecento e infine verso il 1770.
6. Ramo Vieri di Cambio - Il ramo di Vieri de' Medici fu il primo a ottenere successo nell'attività finanziaria e per la sua condotta irreprensibile fu l'unico, con quello di Giovanni di Bicci, a non subire un'interdizione ventennale dalle cariche pubbliche dopo alcuni incidenti che videro protagonisti gli altri Medici rivoltosi. Perso il primato economico, i suoi discendenti vissero in ombra dei parenti più importanti. Il ramo si estinse nel 1732.

Un presunto ramo milanese dal quale derivò il cardinale Giovan Angelo de' Medici, poi Papa Pio IV dal 1559, potrebbe avere una connessione risalente a prima del Trecento con il ramo fiorentino. Queste linee di parentela non sono mai state provate e la loro genealogia fu redatta solo dopo l'elezione al soglio pontificio di Pio IV. Per la mancanza di fonti storiche accreditate, le ricostruzioni cinquecentesche non sono considerate attendibili.

## Cardinali della famiglia Medici
Al pari di altre importanti famiglie italiane ed europee, anche i Medici ebbero numerosi cardinali. Il primo fu Giovanni de' Medici, futuro Papa Leone X, e la sua nomina al soglio cardinalizio fu molto probabilmente aiutata dall'alleanza con la famiglia romana degli Orsini, essendo la madre di Giovanni stessa una Orsini, Clarice. Da allora non mancò in famiglia almeno un cardinale per generazione, essendo generalmente destinati alla carriera religiosa i maschi secondogeniti. Leone X poi nominò cardinale almeno un nipote per ciascuno dei suoi fratelli e sorelle, arrivando così a una cospicua rappresentanza di "clan" nel sacro collegio, il che per esempio permise la rapida elezione di un nuovo papa mediceo dopo la morte di Leone, Clemente VII.
I cardinali della famiglia Medici non si distinsero mai per l'operato religioso, sebbene in alcuni casi sia stato meritevole e diligente, ma sono soprattutto celebri per la magnificenza della quale adoravano circondarsi, supportando l'attività di numerosi artisti dei quali furono mecenati.
La famiglia inoltre non ha contato né santi né beati per la Chiesa.

### Cardinali appartenenti al ramo principale della famiglia Medici
| Ritratto | Nome                              | Stemma cardinalizio | Nascita           | Creazione a cardinale                 | Morte             | Note |
|          | Giovanni di Lorenzo de' Medici    |                     | 11 dicembre 1475  | 9 marzo 1489 da papa Innocenzo VIII   | 1º dicembre 1521  | Il 9 marzo 1513 venne eletto come 217º papa della Chiesa cattolica, con il nome di Leone X                       |
|          | Giulio di Giuliano de' Medici     |                     | 26 maggio 1478    | 23 settembre 1513 da papa Leone X     | 25 settembre 1534 | Il 19 novembre 1523 venne eletto come 219º papa della Chiesa cattolica, con il nome di Clemente VII              |
|          | Ippolito de' Medici               |                     | 1511              | 10 gennaio 1529 da papa Clemente VII  | 10 agosto 1535    | |
|          | Giovanni di Cosimo I de' Medici   |                     | 29 settembre 1543 | 31 gennaio 1560 da papa Pio IV        | 20 novembre 1562  | |
|          | Ferdinando di Cosimo I de' Medici |                     | 30 luglio 1549    | 1562                                  | 7 febbraio 1609   | Succedette sul trono del Granducato di Toscana a suo fratello Francesco I de' Medici nel 1587, come Ferdinando I |
|          | Carlo di Ferdinando I de' Medici  |                     | 19 marzo 1595     | 2 dicembre 1615 da papa Innocenzo X   | 17 giugno 1666    | |
|          | Giovan Carlo de' Medici           |                     | 24 luglio 1611    | 14 novembre 1644 da papa Innocenzo X  | 22 gennaio 1663   | |
|          | Leopoldo de' Medici               |                     | 6 novembre 1617   | 12 dicembre 1667 da papa Clemente IX  | 10 novembre 1675  | |
|          | Francesco Maria de' Medici        |                     | 12 novembre 1660  | 2 settembre 1686 da papa Innocenzo XI | 3 febbraio 1711   | |

### Cardinali appartenenti ad altri rami cadetti della famiglia Medici
| Ritratto | Nome                               | Stemma cardinalizio | Nascita          | Creazione a cardinale                  | Morte           | Note                                                                                          |
|          | Alessandro di Ottaviano de' Medici |                     | 2 giugno 1535    | 12 dicembre 1583 da papa Gregorio XIII | 27 aprile 1605  | Il 1º aprile 1605 venne eletto come 232º papa della Chiesa cattolica, con il nome di Leone XI |
|          | Francesco de' Medici di Ottajano   |                     | 28 novembre 1808 | 16 giugno 1856 da papa Pio IX          | 11 ottobre 1857 |                                                                                               |

### Cardinali appartenenti alla famiglia Medici da parte di madre
| Ritratto | Nome               | Nascita          | Creazione a cardinale             | Morte            | Madre                                        | Note |
|          | Innocenzo Cybo     | 25 agosto 1491   | 23 settembre 1513 da papa Leone X | 13 aprile 1550   | Maddalena di Lorenzo de' Medici (1473–1519)  | |
|          | Luigi de' Rossi    | 6 agosto 1474    | 1º luglio 1517 da papa Leone X    | 20 agosto 1519   | Maria di Piero de' Medici (1445–1474)        | |
|          | Giovanni Salviati  | 24 marzo 1490    | 1º luglio 1517 da papa Leone X    | 28 ottobre 1553  | Lucrezia di Lorenzo de' Medici (1470–1533)   | |
|          | Niccolò Ridolfi    | 1501             | 1º luglio 1517 da papa Leone X    | 31 gennaio 1550  | Contessina di Lorenzo de' Medici (1478–1515) | |
|          | Lorenzo Strozzi    | 3 dicembre 1513  | 20 dicembre 1555 da papa Paolo IV | 14 dicembre 1571 | Clarice di Piero de' Medici (1489–1528)      | |
|          | Bernardo Salviati  | 17 febbraio 1508 | 26 febbraio 1561 da papa Pio IV   | 6 maggio 1568    | Lucrezia di Lorenzo de' Medici (1470–1533)   | |
|          | Ferdinando Gonzaga | 29 aprile 1587   | Dicembre 1607 da papa Paolo V     | 29 ottobre 1626  | Eleonora de' Medici (1567–1611)              | Dopo la morte del fratello Francesco IV nel 1612 salì al trono del Ducato di Mantova e del Monferrato come Ferdinando I e si dimise dalla carica di cardinale il 6 gennaio 1616 |
|          | Vincenzo Gonzaga   | 7 gennaio 1594   | 2 dicembre 1615 da papa Paolo V   | 25 dicembre 1627 | Eleonora de' Medici (1567–1611)              | Fu duca di Mantova e del Monferrato come Vincenzo II, dal 1626 alla morte, e l'ultimo della linea principale dei Gonzaga di Mantova                                             |

## Armoriale
I vari passaggi che lo stemma dei Medici ha avuto attraverso i secoli.

Stemma dell'arte del Cambio: di rosso, seminato di bisanti d'oro
Stemma di Giovanni di Bicci de' Medici
Stemma di Cosimo il Vecchio
Stemma di Piero il Gottoso
Stemma utilizzato da Lorenzo il Magnifico in poi
Stemma granducale
Stemma a sei palle senza l'arma di Francia

Fu Luigi XI di Francia, che, con un decreto emanato a Montluçon nel maggio del 1465, concesse a Piero il Gottoso e ai suoi eredi e successori legittimi di armeggiare di Francia (vale a dire di riportare i simboli della Francia) la palla verso il capo: "d'azzurro, caricata di tre fiordalisi d'oro". Nello stemma miniato sul diploma di concessione le palle erano poste 3, 2, 1 e quella armeggiata di Francia era quella centrale della riga superiore. Tuttavia, soprattutto a partire dal XVI secolo con i pontificati di Leone X e Clemente VII, si andò affermando sempre di più la disposizione delle palle in cinta e quella armeggiata di Francia si trovò ad occupare una posizione preminente.
Benché il privilegio di Luigi XI riguardasse solo i discendenti di Piero di Cosimo, anche i rami cadetti della famiglia adottarono lo stemma con la palla armeggiata di Francia.

## Le ragioni del successo dei Medici
(George Frederick Young, I Medici. Luci e ombre della dinastia medicea sullo sfondo di quattro secoli di storia fiorentina)
I motivi che portarono la famiglia Medici a primeggiare costantemente in un panorama così variegato e pluralistico come la Firenze dal Quattrocento in poi si possono riassumere in alcuni fattori chiave.
La ricchezza
Senz'altro la prosperità del Banco Medici nel tempo fu la primaria base sulla quale si innestò la fortuna familiare, anche se i Medici non furono né gli unici, né "i più" ricchi cittadini di Firenze. Sicuramente seppero sfruttare al meglio durante le generazioni di Giovanni di Bicci, Cosimo e Lorenzo il Magnifico il fatto di essere divenuti banchieri pontifici e, dal 1460 circa per qualche decina di anni, monopolisti delle miniere di allume, il componente fondamentale della tintura della lana, che veniva estratto nei territori pontifici appunto, vicino ai Monti della Tolfa.
L'appoggio popolare
L'appoggio dei ceti più popolari della città di Firenze fu fondamentale per i Medici ed essi lo seppero guadagnare e mantenere attraverso una serie di piccole ma significative azioni verso i meno abbienti: Salvestro de' Medici aveva appoggiato la rivolta dei Ciompi, Giovanni di Bicci aveva riformato l'erario svantaggiando il popolo grasso e Cosimo il Vecchio aveva per la prima volta usato la magnificenza del singolo a favore di tutta la comunità, lasciando indelebili tracce nell'immaginario collettivo (si pensi all'arrivo della élite bizantina e pontificia al tempo del Concilio di Firenze). Tale appoggio, che altre famiglie come gli Albizzi non avevano, si rivelò decisivo almeno in due occasioni fondamentali: la cacciata di Cosimo, e il suo successivo rientro con acclamazione, e la congiura dei Pazzi, nella quale fu il popolo stesso a vendicare l'assassinio e l'oltraggio verso i Medici. Tale appoggio con la scomparsa di Lorenzo il Magnifico venne incrinandosi, tanto che per ben due volte i suoi discendenti vennero cacciati dalla città dalla folla inferocita, senza contare le singole congiure contro il capofamiglia di turno, ma ormai la casata disponeva di altre possibilità atte a garantire il proprio successo.
Il papato
Avere due papi dal pontificato abbastanza lungo e in un arco di tempo così ravvicinato fu il fattore che permise ai Medici il salto di qualità: da cittadini maggiorenti a nobili veri e propri. Alla base dell'elezione di Leone X e Clemente VII vi fu sia la ricchezza familiare che l'abilità personale dei due, ma anche un'intelligente politica matrimoniale dei loro antenati, che avevano permesso un'alleanza con gli Orsini, che sicuramente valse quando si trattò di far arrivare il primo titolo cardinalizio in famiglia. L'alleanza papale con altri stati esteri, in particolare con la Spagna, permise di riprendere sempre la città di Firenze dopo le cacciate, grazie agli aiuti militari esterni.
L'appoggio imperiale
Infine la definitiva consacrazione medicea si ebbe al tempo del ducato, quando il grande imperatore Carlo V d'Asburgo concesse il governo della Toscana a Cosimo I, forse come parte del risarcimento ai Medici per le conseguenze del Sacco di Roma che li avevano fatti spodestare. La presenza di truppe imperiali fu fondamentale nell'assedio di Firenze, nella battaglia di Montemurlo e nell'Assedio di Siena. Da allora la dinastia Medicea regnò senza scosse fino all'estinzione.

## Studi sui Medici
L'interesse verso la famiglia dei Medici si verificò solo dopo l'estinzione del casato granducale, attraverso l'attenzione di alcuni studiosi stranieri, soprattutto britannici. Prima della metà del Settecento è infatti raro trovare studi sui membri della famiglia del XV secolo, mentre la stirpe granducale attirava sì interesse al pari di altri sovrani europei, ma soprattutto per quanto riguardasse fatti scandalistici, avvenimenti scandalosi e pettegolezzi. Dopotutto anche Firenze stessa e la sua arte erano tenute ancora in poco conto dai visitatori del Grand tour, che si recavano principalmente a Roma e Venezia. Per assurdo si conosceva molto di più sui fatti sanguinari di Lorenzino de' Medici, sulle amanti di Cosimo I e su Bianca Cappello che sul loro mecenatismo, sulle mosse politiche e sulla natura del governo ducale e granducale.
Uno dei pochi membri familiari a godere di una certa attenzione, anche come mecenate, fu Leone X, cantato per esempio da Alexander Pope nel 1711. L'amico di Pope John Boyle, conte di Cork e Orrery, rimasto forzatamente a Firenze per un anno a causa della gotta, ebbe modo di informarsi a fondo sulla città e sulla sua storia ed in una lettera del 1755 (Anna Maria Luisa era morta da poco più di un decennio) scrisse:
Nel 1759 il diplomatico inglese Horace Walpole fu uno dei primi a manifestare la volontà di scrivere una storia della famiglia Medici, come ebbe a interessarsene anche Edward Gibbon nel 1762, progetti che in entrambi i casi non andarono in porto.
Sul finire del Settecento iniziarono studi più seri sulla famiglia Medici e i suoi membri, grazie a una serie di condizioni favorevoli che la materia presentava:
1. si trattava di una dinastia estinta, quindi l'argomento era omogeneo e compiuto;
2. l'essere stati principi permetteva meditazioni filosofiche sul tema della libertà politica;
3. esisteva un paradosso affascinante e polarizzante, tra vita privata e desiderio di potere (da condannare) e meriti di mecenati e ispiratori di cultura (che nobilitavano).

Risale al 1796 la prima monografia su un singolo membro della famiglia, la Vita di Lorenzo de' Medici di William Roscoe, in cui l'autore metteva in risalto la combinazione tra acutezza economica e mecenatismo artistico, un tema caro ai nuovi ricchi della rivoluzione industriale. Questa opera ebbe un notevole successo anche perché uscita in concomitanza con un nuovo interesse verso il Rinascimento italiano e, in particolare, fiorentino.
Nel 1797 Mark Noble pubblicò le Memorie dell'illustre Casa dei Medici, la prima trattazione generale della storia familiare.
Tale contrasto tra tirannia e cultura continuò ad esercitare attrazione anche quando gli storici iniziarono a cancellare, grazie allo studio delle fonti, i vari pettegolezzi di depravazione che circolavano ormai diffusamente su più esponenti della famiglia.
Tra le figure maggiormente studiate erano Cosimo il Vecchio e Lorenzo il Magnifico, quali responsabili della rinascita del sapere classico e del rinnovo nelle forme artistiche a Firenze, secondo uno schema anche troppo enfatizzato e oggi ridimensionato.
D'altro canto non mancarono le pubblicazioni che criticavano duramente i Medici, soprattutto in campo politico, come tiranni che tolsero, oltre che la libertà, la vitalità alla Repubblica fiorentina. Nel volume sulla storia di Firenze, all'interno della Universal History pubblicata a inizio dell'Ottocento, le tendenze dell'Illuminismo mettevano in cattiva luce la presa del potere da parte dei Medici, bollati inequivocabilmente come tiranni.
Negli studi storici di matrice anglosassone dell'epoca si possono anche leggere i riflessi degli avvenimenti contemporanei: quando Napoleone conquistava le piccole nazioni europee, si manifestò una viva ammirazione per le autonomie regionali e, dall'altra parte, biasimo per tutte le tirannie, compresa quella medicea. Nel 1812, quando Napoleone tentava di inserire la Russia nel blocco continentale contro l'Inghilterra, uno scrittore su Quarterly Review indicò Firenze come il migliore esempio di resistenza alla tirannia, specificando «non la Firenze sotto il governo dei Medici, ma durante l'età della sua vera grandezza». Giudizi molto negativi espressero anche, tra gli altri, Adolphus Trollope e Mark Twain.
Giudizi altalenanti si manifestarono così anche nei secoli successivi: da un lato la storia, dai connotati positivi, dei Medici che compiono il miracolo inatteso del "Rinascimento" grazie al denaro delle loro banche; dall'altro quella, in negativo, dei signori che tolsero la libertà a un popolo felice nella propria democrazia. Questa natura controversa fa ancora oggi parte dello stimolo all'immaginazione e dell'interesse verso la dinastia medicea.
Nel 1995 è stato fondato il Medici Archive Project, archivio online contenente documenti attinenti ai Medici e i secoli della loro influenza a Firenze.
Un recente studio condotto da diversi gruppi di ricerca coordinati dalla Seconda Università di Napoli e dal Centro Circe di Caserta, dall'Università del Minnesota e dall'Università di Pisa, ha ricostruito la dieta della famiglia dei Medici, risultata essere quella tipica delle famiglie agiate, ricca di proteine e grassi.